# Pau Gasol
Pau Gasol Sáez (pronuncia catalana: [ˈpaw ɣəˈzɔl]; Barcellona, 6 luglio 1980) è un ex cestista spagnolo.
È ritenuto uno degli stranieri più forti ad avere militato in NBA, oltre che il cestista spagnolo più forte di sempre. Ha partecipato a 6 All-Star Game, ha fatto parte per 4 volte dell'All-NBA Team e ha vinto 2 titoli NBA con i Los Angeles Lakers. Gasol è stato il primo giocatore dei Memphis Grizzlies (oltre che spagnolo) a partecipare all'All-Star Game, oltre a detenere il record della franchigia del Tennessee per percentuale di tiri dal campo segnati. È uno dei 4 giocatori ad avere realizzato in NBA almeno 20.000 punti, 10.000 rimbalzi, 3.500 assist e 1.500 stoppate, insieme a Kareem Abdul-Jabbar, Tim Duncan e Kevin Garnett, oltre che tra i 50 migliori realizzatori nella storia della lega.
Con la Nazionale spagnola ha partecipato a tanti tornei vincendo 1 Mondiale (2006, di cui è stato MVP) e 3 Europei (2009, 2011 e 2015), oltre ad avere ottenuto 2 argenti (2008, 2012) e 1 bronzo (2016) alle Olimpiadi. Inoltre è il cestista europeo ad avere ottenuto più medaglie e ad avere segnato più punti nella storia di Eurobasket. Ha fatto da portabandiera della Spagna in occasione delle Olimpiadi 2012. È ambasciatore dell'UNICEF dal 2003 e ha creato l'associazione benefica Gasol Foundation. Il suo impegno nel sociale nel 2012 gli ha fatto vincere il J. Walter Kennedy Citizenship Award e l'NBA Community Assist Award.
Nel 2023 è stato inserito fra i membri del Naismith Memorial Basketball Hall of Fame. Il 18 maggio 2025 è inserito nella Fiba Hall of Fame. 

## Biografia
Nato da Agustí Gasol e Marisa Sáez, rispettivamente infermiere e medica internista, ha due fratelli minori di nome Marc e Adriá che sono cestisti professionisti. Ha studiato medicina all'Università di Barcellona, ma ha interrotto gli studi per giocare in NBA.
Il 6 settembre 2018 ha pubblicato un libro intitolato Bajo el Aro: Aprender del éxito y del fracaso sulla sua carriera cestistica. Ha anche scritto la prefazione del libro dell'ex compagno di squadra e amico Kobe Bryant, uscito nel novembre 2018 e intitolato The Mamba Mentality.
Nel luglio 2019 ha sposato Catherine McDonnel. La coppia ha una figlia, Elisabet Gianna, nata il 12 settembre 2020; il secondo nome della figlia è in onore di Gianna Bryant, figlia di Kobe Bryant, morta nello stesso incidente del padre, e la sua madrina è Vanessa Bryant, vedova dell'ex compagno di squadra di Gasol.

## Caratteristiche tecniche
Gasol può giocare sia da ala grande che da centro, è un ottimo rimbalzista, sia difensivo che offensivo, ed è dotato di un eccellente tiro dalla media distanza. È anche un buon passatore, oltre che un giocatore molto abile in post basso, negli isolamenti e in pick & roll. Ai San Antonio Spurs ha aggiunto anche il tiro da 3 al suo repertorio. Queste sue caratteristiche gli hanno consentito spesso di mettere a referto "doppie doppie": ne ha realizzate oltre 550. Il suo ex compagno di squadra Kobe Bryant lo ha definito uno dei suoi migliori compagni di squadra.

## Carriera

### Barcellona
Iniziò a giocare a pallacanestro nelle categorie scolastiche a scuola, e da lì si unì al Cornellà. Al Cornellà, in quanto era alto 185 cm, giocava da playmaker. Nel 1997 Gasol si trasferì al Barcellona, con cui esordì nella Liga ACB spagnola nel 1999, precisamente il 17 gennaio contro il Cáceres. La sua affermazione partì nel 2000 con l'infortunio del veterano ex-NBA Rony Seikaly, che lo trasformò ad appena 19 anni nel leader della squadra.
Per farlo coesistere con Seikaly ed Elson, l'allora allenatore del Barcellona Aíto tentò di farlo giocare da ala piccola ma senza successo. Giocò per i catalani fino al 2001, realizzando una media di 11,3 punti a partita. Lo stesso anno vinse il premio di MVP della Liga ACB. Anche in Eurolega Gasol fornì ottime prestazioni, ma non poté giocare la top 16 contro Treviso a causa di un'appendicite. La sua assenza si fece sentire, ed i catalani vennero eliminati dai veneti.

### NBA

#### Memphis Grizzlies (2001-2008)
Il 27 giugno 2001, durante il Draft NBA di New York, Gasol fu la 3ª scelta assoluta, diventando così il secondo spagnolo a giocare nell'NBA dopo Fernando Martín (24 presenze nel 1987-88), senza includere il naturalizzato Johnny Rogers; gli Atlanta Hawks però decisero di scambiarlo, assieme a Lorenzen Wright e Brevin Knight, per Shareef Abdur-Rahim, portando così lo spagnolo a giocare per i Memphis Grizzlies. Prima di Yao Ming (1º scelta assoluta al Draft 2002) fu il giocatore non statunitense scelto più in alto in assoluto al Draft.
Gasol divenne subito un punto fermo, tanto che in marzo venne anche eletto rookie del mese, diventando il primo europeo a riuscirci. Al termine della sua prima stagione nella lega professionistica nordamericana di basket Gasol ricevette il NBA Rookie of the Year Award ed entrò (insieme al compagno di squadra Shane Battier) nell'All-Rookie First Team dopo avere tenuto 17,6 punti e 8,9 rimbalzi di media a partita in 82 partite disputate.
L'anno successivo rigiocò tutte le partite (82) e migliorò la media punti arrivando a 19 e tenne anche 8,8 rimbalzi a partita.
Nella stagione 2003-2004 terminò con 17,7 punti di media arrivando a giocare per la prima volta in carriera i playoffs (i primi nella storia della franchigia), in cui I Grizzlies vennero eliminati al 1º turno dai San Antonio Spurs.
Stessa sorte gli toccò l'anno successivo quando, dopo avere tenuto 17,8 punti e 7,3 rimbalzi di media, i Grizzlies vennero eliminati nuovamente questa volta dai Phoenix Suns, nonostante lui avesse tenuto di media 21,3 punti nella serie.
Nel 2005-2006 invece giocò il suo primo NBA All-Star Game, diventando il primo spagnolo a riuscirci, oltre che il primo giocatore dei Grizzlies a venire convocato a tale evento. Il 22 marzo 2006 mise a referto la sua prima tripla doppia in NBA con 21 punti, 12 assist e 12 rimbalzi nel vittorioso 99-74 contro i Seattle SuperSonics. Dopo avere tenuto di media 20,4 punti, 8,9 rimbalzi e 4,6 assist (suo massimo) fece riandare la squadra ai playoffs, dove ancora una volta andò oltre i 20 punti di media (20,3 per l'esattezza) ma la squadra uscì in 4 gare (contro Dallas questa volta).
La stagione dopo, l'8 marzo 2007, sorpassò Shareef Abdur-Rahim, nella sconfitta contro i Toronto Raptors per 94-87 dei connazionali José Calderón e Jorge Garbajosa, diventando il migliore scorer nella storia dei Grizzlies. Verrà successivamente superato dal fratello Marc, Mike Conley e Zach Randolph. Tuttavia la stagione fu buona dal punto di vista individuale in quanto tenne 20,8 punti di media (massimo in carriera), ma meno da quello di squadra in quanto non raggiunse i playoffs.
L'anno successivo iniziarono a circolare delle indiscrezioni su una sua possibile cessione. La cessione avvenne comunque in febbraio dopo che lui tenne di media 18,9 punti e 8,8 rimbalzi in 39 partite.
In 6 stagioni e mezzo a Memphis mise a referto 8.966 punti (18,8 la media), 4.096 rimbalzi (8,6) e 1.473 assist (3,2).

#### Los Angeles Lakers (2008-2014)

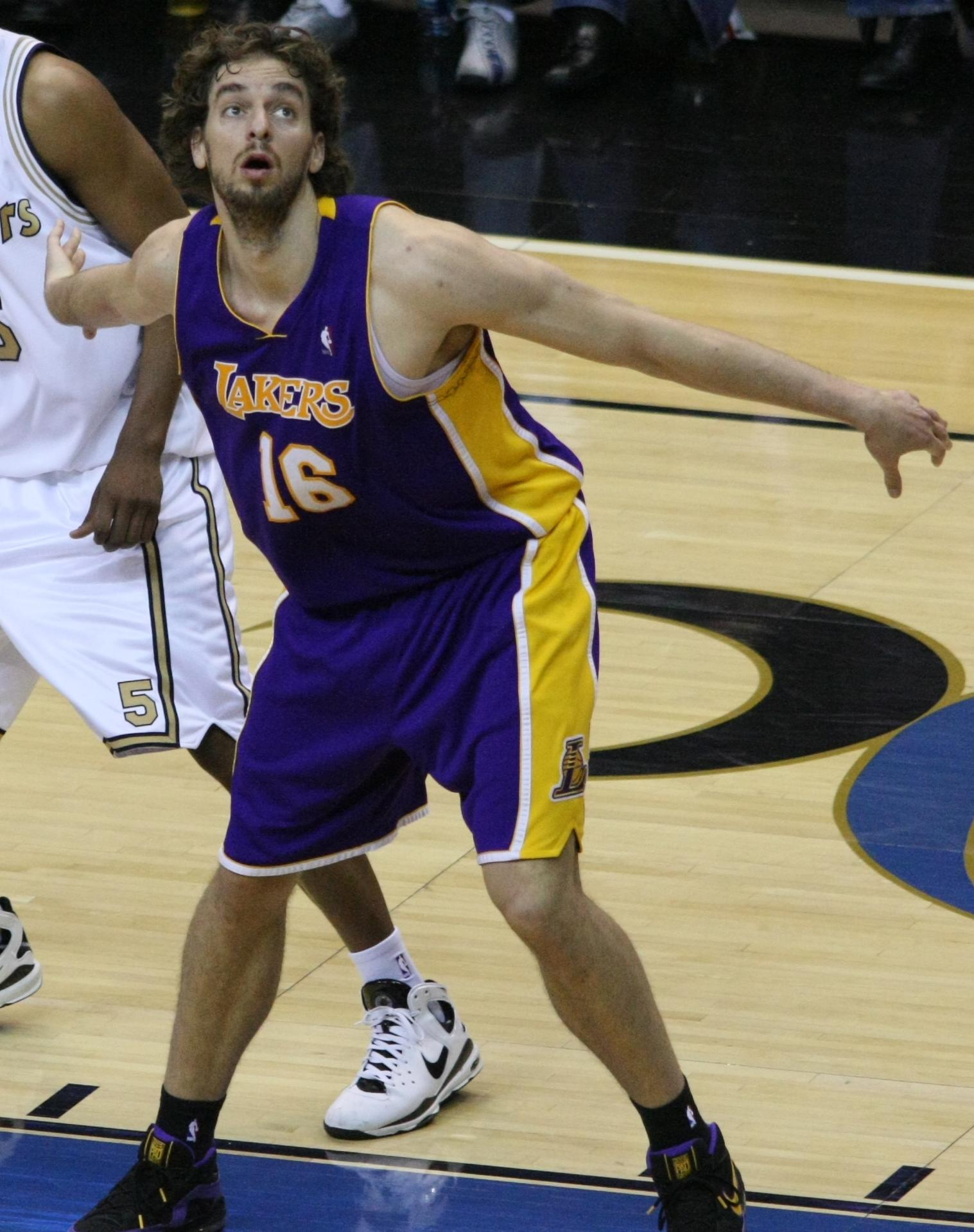
Gasol nel 2008

Il 1º febbraio 2008 i Los Angeles Lakers si assicurarono Gasol in un grosso scambio che portò a Memphis Kwame Brown, Javaris Crittenton e Aaron McKie. Il team del Tennessee, che perse così la sua stella, ottenne inoltre i diritti per Marc Gasol (fratello di Pau), il quale, pur scelto al Draft 2007 dai californiani, giocò ancora in terra iberica nell'Akasvayu Girona (arrivò a Memphis la stagione successiva), e la prima scelta di Los Angeles nei Draft 2008 e 2010.
Con Gasol in quintetto base i Lakers viaggiarono a 22 partite vinte e solo 4 perse, e lui ebbe un ruolo chiave in questo, inserendosi sin da subito nell'attacco triangolo di Phil Jackson. Alla fine i giallo-viola conclusero la RS in testa alla Western Conference con un record complessivo di 57 vittorie e 25 sconfitte con Gasol che tenne di media 18,8 punti e 7,8 rimbalzi a partita in 27 gare.

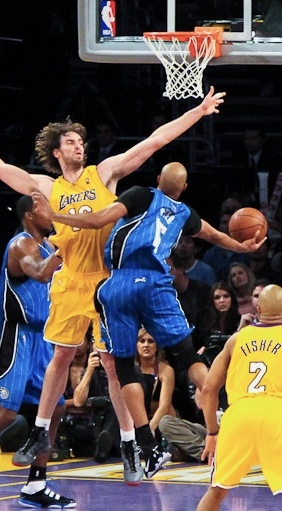
Gasol dei Lakers contro Vince Carter degli Orlando Magic

Nella prima vittoria casalinga dei Lakers sui Denver Nuggets, Gasol finì con un ottimo bottino di 36 punti, 16 rimbalzi e 8 assist, insieme a 3 stoppate, vincendo così la prima gara di playoffs della sua carriera in quanto con i Grizzlies non riuscì mai a vincere una gara in post-season. Quando i Lakers chiusero la serie sul 4-0, per Gasol, alla sua quarta partecipazione ai playoffs, si trattò del primo passaggio di turno per lui in carriera (primo cestista spagnolo a riuscirvi). Gasol riuscì a condurre i Lakers alle finali di Conference dopo aver sconfitto gli Utah Jazz al secondo turno, contribuendo con 17 punti e 13 rimbalzi in gara 6, a portare i gialloviola alla loro prima finale di Conference dal 2004. Il 31 maggio raccolse 19 rimbalzi riuscendo a superare i San Antonio Spurs e guadagnandosi così la sua prima finale NBA e diventando il primo spagnolo ad arrivare in finale. In finale i lacustri persero contro i Boston Celtics per 4-2, e Gasol patì (nonostante una doppia doppia di media da 14,7 punti e 10,2 rimbalzi) il confronto con Kevin Garnett.
Dopo aver chiuso la stagione regolare con 18,9 punti, 9,6 rimbalzi, 3,5 assist e 1 stoppata a partita, il 14 giugno 2009 vinse il suo primo anello dopo la vittoria per 4-1 dei Lakers sugli Orlando Magic, e fu il primo spagnolo a vincere l'anello nella storia dell'NBA. Nel corso dei playoffs complessivamente registrò una doppia doppia di media (18,5 punti e 10,8 rimbalzi a partita), affermandosi come seconda stella della squadra dopo l'MVP della finale Kobe Bryant. Entrò nell'All-NBA Team (il terzo) per la prima volta in carriera.

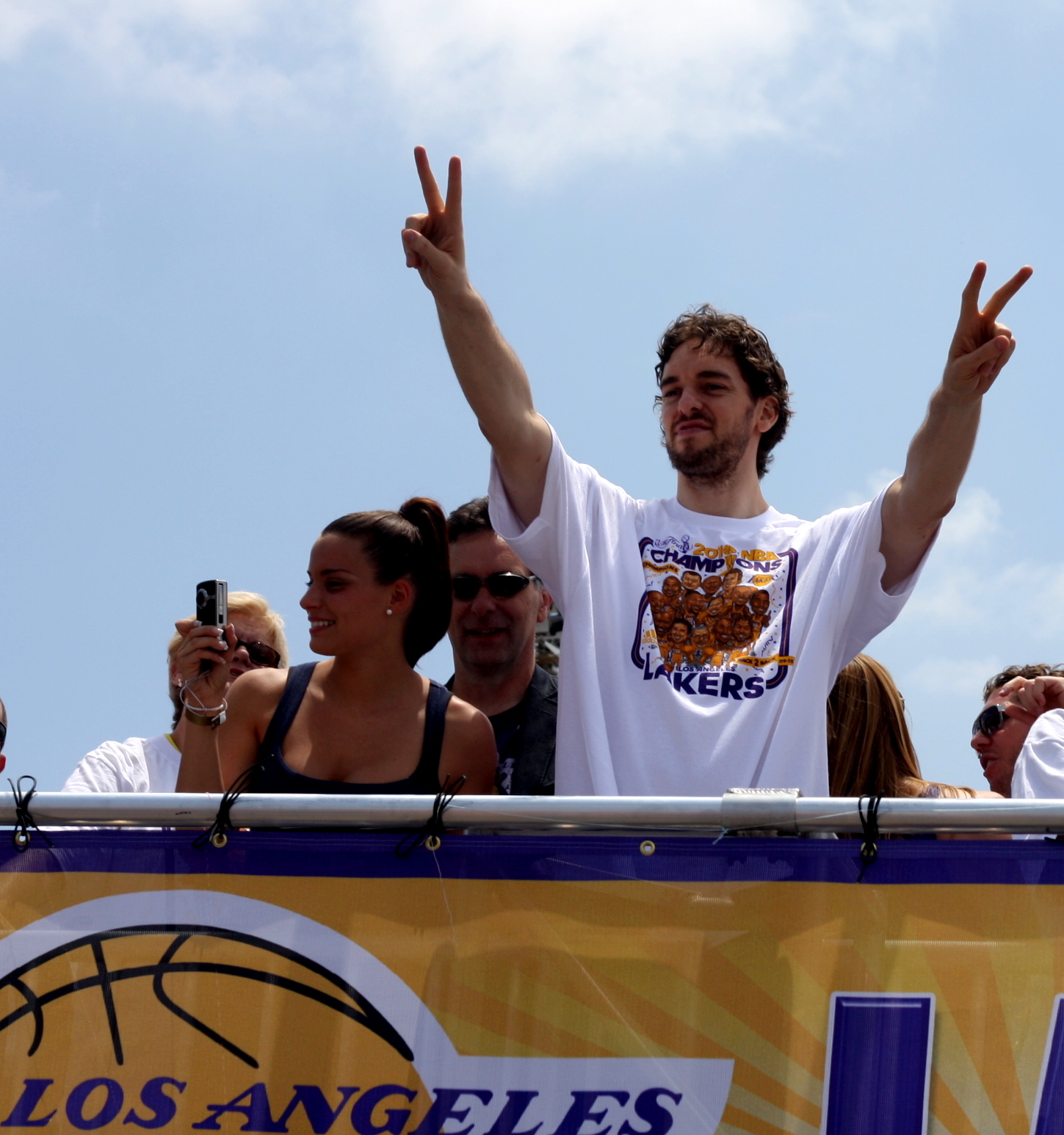
Gasol durante le celebrazioni per la vittoria dell'anello del 2010

La stagione 2009-2010 vide lo spagnolo di nuovo protagonista ai massimi livelli con la maglia giallo-viola. Dopo aver chiuso la stagione regolare con una media di 18,3 punti, 11,3 rimbalzi, 3,4 assist e 1,7 stoppate a partita, guidò i gialloviola alla vittoria del 2º titolo consecutivo (il cosiddetto back to back) permettendo alla squadra californiana di prendersi la rivincita sui Boston Celtics. Nella decisiva gara-7 delle finali dei play-off ad una manciata di secondi dalla fine, fu autore dei 2 punti e dei 2 rimbalzi decisivi. Con 19 punti e 18 rimbalzi complessivi in gara-7, diede un netto contributo alla vittoria della squadra, così come in tutta la serie, riscattando le deludenti Finals 2008.
Kobe Bryant elogiò pubblicamente le prestazioni di Gasol con la maglia dei Lakers, riconoscendogli un ruolo fondamentale nella conquista dei due titoli consecutivi.

Nella stagione successiva i gialloviola non si confermarono e, dopo avere battuto a fatica i New Orleans Hornets al primo turno, vennero eliminati con un 4-0 al secondo turno contro i Dallas Mavericks, con Gasol che tenne di media 13,1 punti di media sfoggiando prestazioni deludenti.

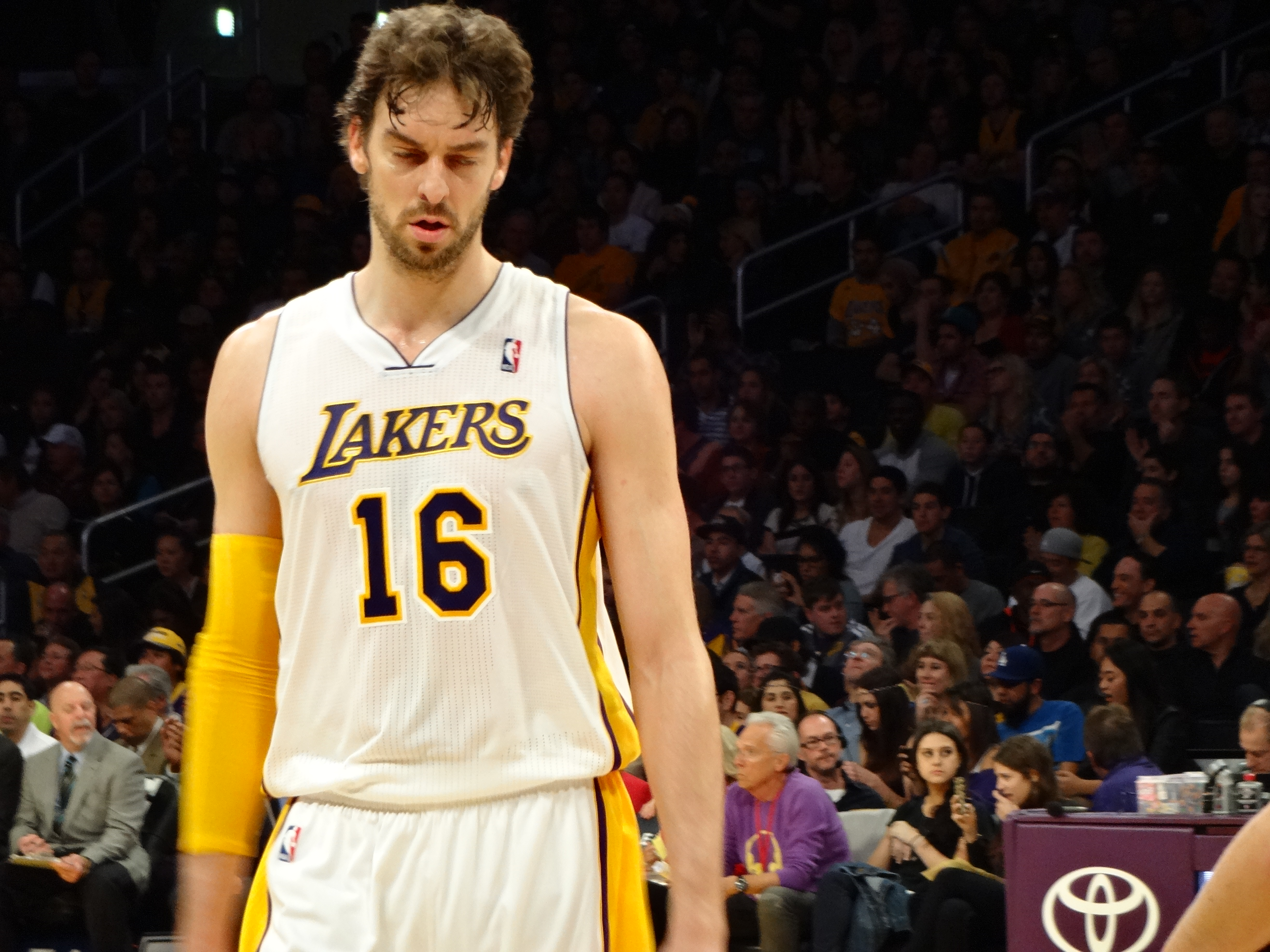
Gasol nel 2012 con i Lakers

Dopo i pessimi playoff 2011 Phil Jackson lasciò i Lakers e venne rimpiazzato da Mike Brown. Il 9 dicembre 2011 venne annullata una trade a 3 squadre che avrebbe dovuto portare Chris Paul dai New Orleans Hornets ai Lakers con Gasol che avrebbe dovuto andare agli Houston Rockets. Gasol rimase e non risentì di queste voci dal punto di vista psicologico, ma nei playoffs tenne di media 12,5 punti e i californiani riuscirono al 2º turno, questa volta contro OKC.
Per tentare di rivincere l'anello in estate i Lakers acquistarono Steve Nash e Dwight Howard; tuttavia la stagione partì male per i gialloviola che, dopo un record di 1-4 alla 5ª partita, esonerarono Brown e lo rimpiazzarono con Mike D'Antoni. Il catalano ebbe molti problemi a integrarsi col gioco di D'Antoni, e questo, unito all'infortunio di Kobe Bryant e a una chimica di squadra non ottimale, non giovò ai lacustri che vennero eliminati malamente al primo turno dai San Antonio Spurs per 4-0.
L'anno successivo fu ancora peggiore per la franchigia: Howard lasciò i Lakers, D'Antoni rimase sulla panchina e Gasol continuò ad avere problemi a inserirsi nei suoi schemi offensivi e Bryant e Nash vennero condizionati dai problemi fisici. Tutte questo portò i lacustri fuori dai playoffs e a fine anno Gasol, che si sentì mancato di rispetto dalla dirigenza dei gialloviola, decise di lasciare LA.

#### Chicago Bulls (2014-2016)
Nell'estate 2014, scaduto il contratto con i Los Angeles Lakers, venne contattato da tante squadre (tra cui i San Antonio Spurs freschi vincitori del titolo NBA e i Miami Heat sconfitti dagli speroni). Alla fine Gasol decise di firmare con i Chicago Bulls, con cui si accordò per un biennale da 14.576.760 dollari complessivi, con opzione al giocatore per il terzo anno.

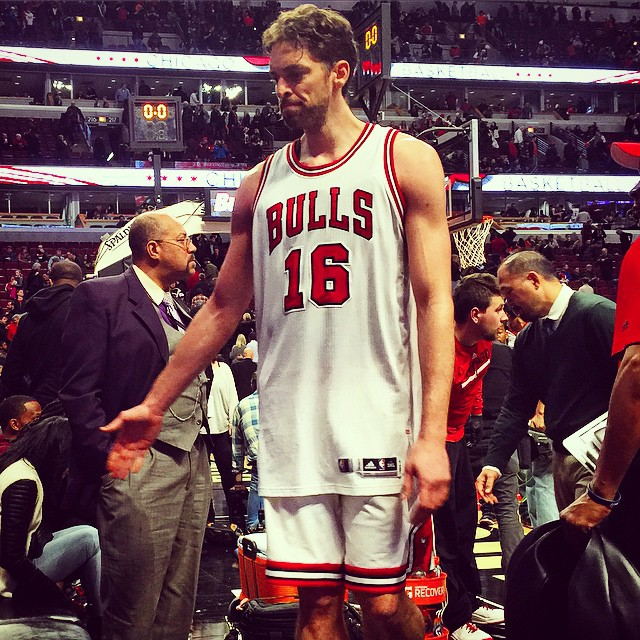
Gasol ai Chicago Bulls nel 2015

Il 1º gennaio 2015, Gasol registrò un nuovo career-high mettendo a referto 9 stoppate, condite da 17 punti e 9 rimbalzi nella vittoria per 106-101 sui Denver Nuggets. Dieci giorni dopo, registrò il suo career-high in punti, segnandone 46 con un 17 su 30 dal campo nella vittoria per 95-87 sui Milwaukee Bucks. Il 6 marzo 2015 diventò il giocatore ispanico ad avere segnato più punti in NBA superando Rolando Blackman. In tutta la stagione realizzò 54 doppie doppie, risultando essere il giocatore ad averne realizzate di più in tutta la lega, diventando anche il più vecchio a guidare la lega per doppie doppie messe a referto, e in più tenne di media una doppia doppia da 18,5 punti e 11,8 rimbalzi. Nei playoffs disputò 10 delle 12 sfide della squadra che uscì al secondo turno contro i Cleveland Cavaliers di LeBron James.
A fine stagione Tom Thibodeau venne licenziato e il suo posto arrivò l'esordiente Fred Hoiberg. Il 6 dicembre 2015 diventò il 116º giocatore a raggiungere le 1.000 partite in NBA in occasione della sconfitta per 102-96 contro i Charlotte Hornets in cui mise a referto 13 punti e 11 rimbalzi. Il 26 gennaio 2016 fu il primo giocatore in stagione ad andare in doppia doppia dopo il 1º quarto contro i Miami Heat. Il 9 febbraio rimpiazzò il compagno di squadra infortunato Jimmy Butler all'All-Star Game. Ciononostante terminò la partita con 19 punti e 17 rimbalzi e con la sconfitta dei tori per 89-84. Il 28 febbraio mise a referto una tripla doppia da 22 punti, 14 assist e 16 rimbalzi nella sconfitta per 103-95 contro i Portland Trail Blazers, diventando il più vecchio nella storia della NBA a segnare una tripla doppia sorpassando l'ex compagno Kobe Bryant. Nonostante un'altra doppia doppia di media da 16,5 punti e 11 rimbalzi, la stagione fu negativa per la squadra anche a causa di problemi di spogliatoio (in particolare tra Butler e i veterani Derrick Rose e Joakim Noah) che condizionarono l'andamento dei tori che non arrivarono ai playoffs in quanto si piazzarono noni dietro ai Detroit Pistons.

#### San Antonio Spurs (2016-2019)
Nella free agency 2016, Gasol annunciò la sua decisione di lasciare i Bulls (che non provarono nemmeno a rifirmarlo) dopo due anni per unirsi ai San Antonio Spurs. A San Antonio Gasol non fu sempre titolare giocando spesso in uscita dalla panchina e venendo usato come tiratore da 3 punti, cosa che non aveva fatto prima in carriera. Il 13 aprile 2017 segnò 13 punti nella sfida persa per 101-97 contro gli Utah Jazz, diventando il secondo cestista europeo a raggiungere 20.000 punti segnati in NBA dopo Dirk Nowitzki. I miglioramenti da 3 gli fruttarono molto a livello statistico in quanto a fine stagione è arrivato a tenere di media il 53,8% da 3 punti. Ma ciò non bastò agli speroni che ai playoffs, dopo avere eliminato Memphis e Houston, vennero eliminati in finale di conference dai Golden State Warriors futuri vincitori.
Il 24 luglio 2017, dopo avere declinato la player option, rifirmò a cifre inferiori (per lasciare libero spazio salariale) con i San Antonio Spurs. Il 24 dicembre 2017 mise a referto una tripla doppia con 14 punti, 11 rimbalzi e 10 assist nel successo per 108-99 contro i Sacramento Kings, diventando il terzo più anziano a riuscirci dietro a Karl Malone e all'ex Spurs Tim Duncan. Al termine di una stagione in cui lui mostrò un calo di rendimento e tenne di media 10,1 punti, gli speroni nei playoffs uscirono al primo turno in 5 gare contro Golden State.
Nella stagione 2018-2019 giocò le prime 9 partite, salvo poi perdere le 26 successive a causa di un infortunio al piede. Il 29 gennaio 2019, in occasione della vittoria per 132-119 contro gli Washington Wizards, raggiunse le 1.150 partite giocate da titolare. Dopo alcune voci secondo il quale avrebbe richiesto la trade o il buyout tra gennaio e febbraio (da lui smentite) per via del minutaggio inferiore rispetto agli anni passati, rimase in squadra fino al 1º marzo, giorno in cui raggiunse un accordo per un buyout con gli speroni da 2,5 milioni di dollari, a cui rinunciò.

#### Milwaukee Bucks e Portland Trail Blazers (2019)
Il 2 marzo 2019 si accasò ai Milwaukee Bucks, dove raggiunse il connazionale (arrivato un mese prima) Nikola Mirotić, con cui aveva giocato a Chicago. Debuttò con i cervi 3 giorni più tardi disputando 5 minuti senza segnare punti nella sconfitta per 114-105 contro i Phoenix Suns. Il 24 marzo concluse anzitempo la stagione a causa di un infortunio alla caviglia dopo sole 3 partite giocate. In sua assenza i Bucks vennero eliminati in 6 gare nelle finali di conference dai Raptors del fratello Marc, che poi vinsero le finali NBA contro i Golden State Warriors; a seguito di questo successo i 2 diventarono l'unica coppia di fratelli ad avere vinto il titolo NBA.
Il 24 luglio 2019 firmò con i Portland Trail Blazers. Tuttavia venne tagliato il 21 novembre seguente ancora prima che potesse disputare una partita con la squadra.

### Ritorno al Barcellona e ritiro (2021)

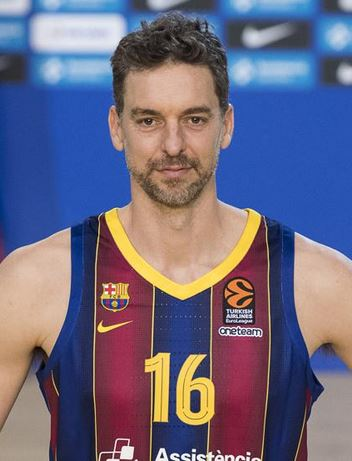
Gasol al Barcellona nel 2021

Il 23 febbraio 2021 Gasol annuncia il suo ritorno al Barcellona tramite una nota sul suo profilo Twitter, nonostante tre giorni prima avesse smentito le voci di un ritorno in Catalogna. L'acquisto viene ultimato l'8 marzo 2021. Nel club catalano ritrova nuovamente il connazionale Nikola Mirotić, con il quale aveva giocato insieme durante le esperienze ai Chicago Bulls e Milwaukee Bucks.
Il 5 ottobre 2021 annuncia il proprio ritiro dall'attività agonistica.

### Nazionale

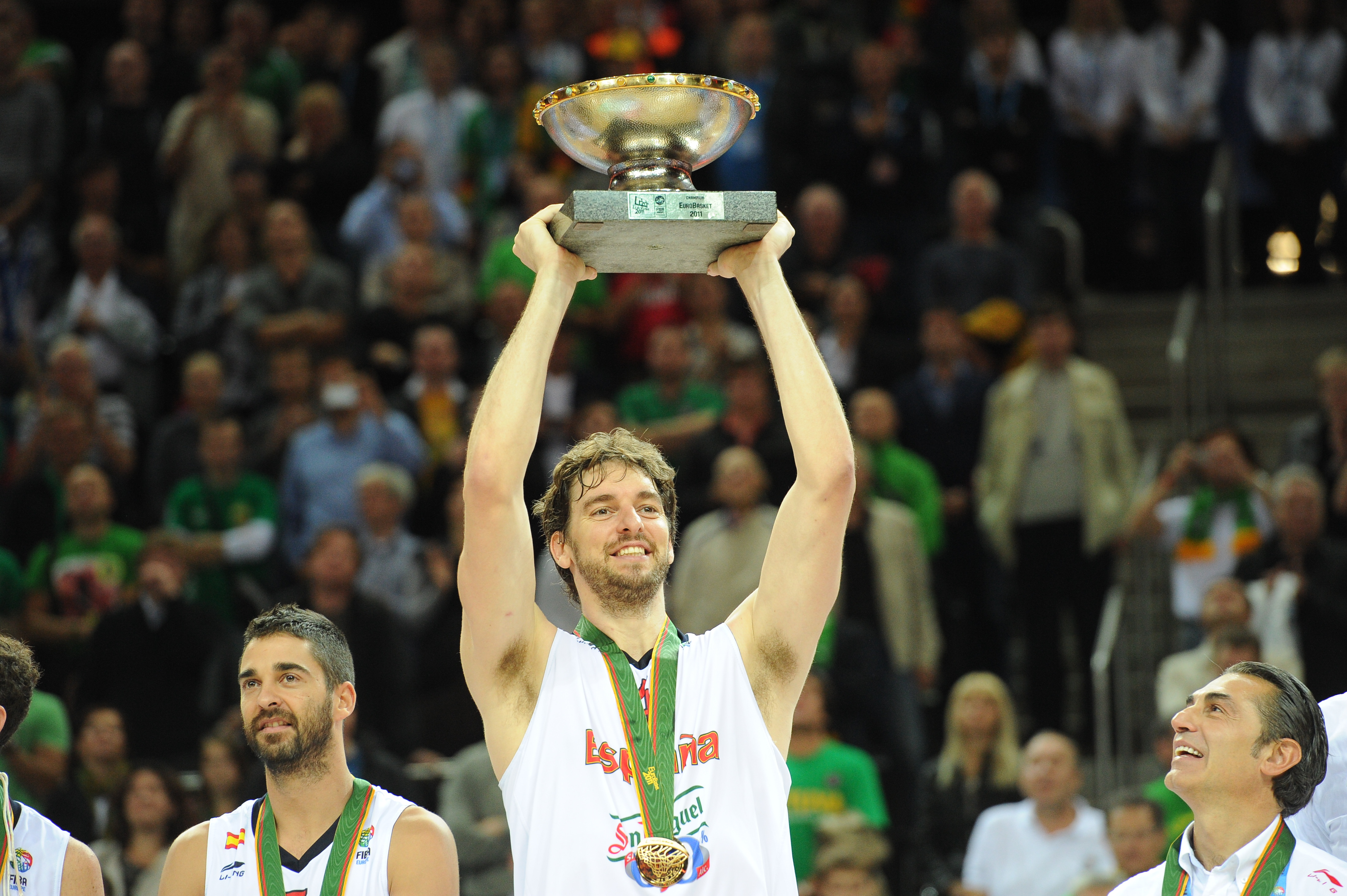
Gasol tiene in mano il trofeo di Eurobasket 2011

#### Giovanili
Tra il 1998 e il 2000 rappresentò le selezioni giovanili spagnole.
Nel 1998 vinse l'Europeo Under-18 in finale contro la Croazia per 80-71, segnando 9 punti, mentre l'anno successivo vinse invece il Mondiale Under-19 battendo gli Stati Uniti per 94-87, e in questa finale Gasol segnò solo 3 punti.
Nel 2000 partecipò all'Europeo Under-20 dove arrivò terzo.

#### Inizi e il Mondiale vinto (2001-2006)
Nel 2001 partecipò al suo primo torneo con la Spagna agli Europei in Turchia, in cui ottenne la sua prima medaglia con la selezione iberica che arrivò terza dietro a Jugoslavia e Turchia.
Venne convocato ai Mondiali 2002, in cui la Selección, nonostante avesse battuto nei gironi la Jugoslavia futura vincitrice del torneo, venne eliminata ai quarti dalla Germania di Dirk Nowitzki.
Agli Europei 2003 Gasol segnò 25 punti alla Svezia e 35 alla Russia nella fase a gironi, ne segnò altri 25 ai quarti di finale contro Israele, per poi segnarne 36 nella finale (prima della sua carriera) contro la Lituania, che non bastarono agli iberici che persero la partita per 93-84.
Nel 2004 partecipò alle Olimpiadi di Atene con la nazionale spagnola, in cui la squadra venne eliminata ai quarti dagli Stati Uniti per 102-94, nonostante una sua grande prestazione con 29 punti. Durante il torneo disputò tutte e 7 le partite della squadra tenendo di media 22,4 punti, e risultando essere il migliore realizzatore del torneo.
Nell'estate 2006 vinse il Mondiale con la Spagna giocando da protagonista tutte le gare tranne la finale saltata per infortunio; nella semifinale vinta per 75-74 contro l'Argentina rimediò l'infortunio, ma questo non gli impedì di segnare 2 tiri liberi da infortunato. Nonostante l'intoppo gli iberici schiantarono in finale con un 70-47 la Grecia e Gasol fu nominato MVP della manifestazione.

#### Tris di Europei e altre medaglie (2007-2015)

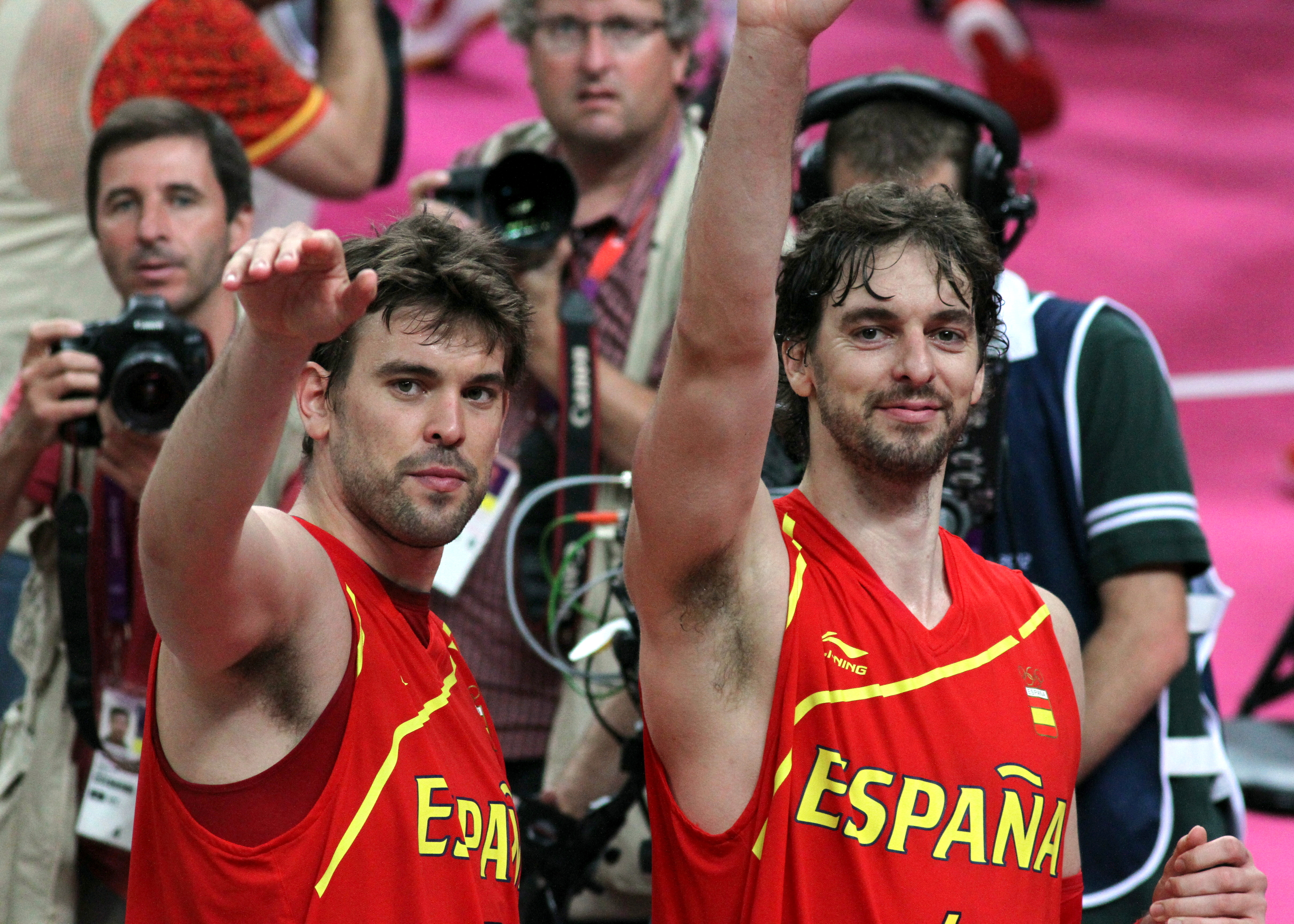
I due fratelli Pau e Marc Gasol

Nel 2007 venne convocato per gli Europei giocati in casa in cui la Spagna perse in finale per 60-59 contro la Russia.
Nel 2008 vinse la medaglia d'argento alle Olimpiadi di Pechino dopo che la Spagna perse in finale per 118-107 contro gli Stati Uniti che vanificarono i 21 punti di Gasol. Il catalano fu nuovamente il migliore realizzatore della competizione in quanto tenne 19,6 punti di media a partita.
Nel 2009 vinse la medaglia d'oro all'Europeo disputato in Polonia, grazie alla vittoria in finale della Spagna sulla Serbia e, dopo avere rifiutato la convocazione ai Mondiali 2010, nel 2011 difese il titolo riconquistando l'oro a EuroBasket 2011 battendo la Francia in finale.
A seguito dell'infortunio che costrinse il tennista Rafael Nadal a rinunciare alle Olimpiadi di Londra 2012 venne scelto come sostituto per fare da portabandiera della squadra spagnola. In quelle Olimpiadi la Spagna perse nuovamente (nonostante una grande prestazione di Gasol, migliore in campo, con 24 punti, 7 assist e 9 rimbalzi, massimo per la Nazionale in ogni statistica della partita) in finale contro il team USA per 107-100.

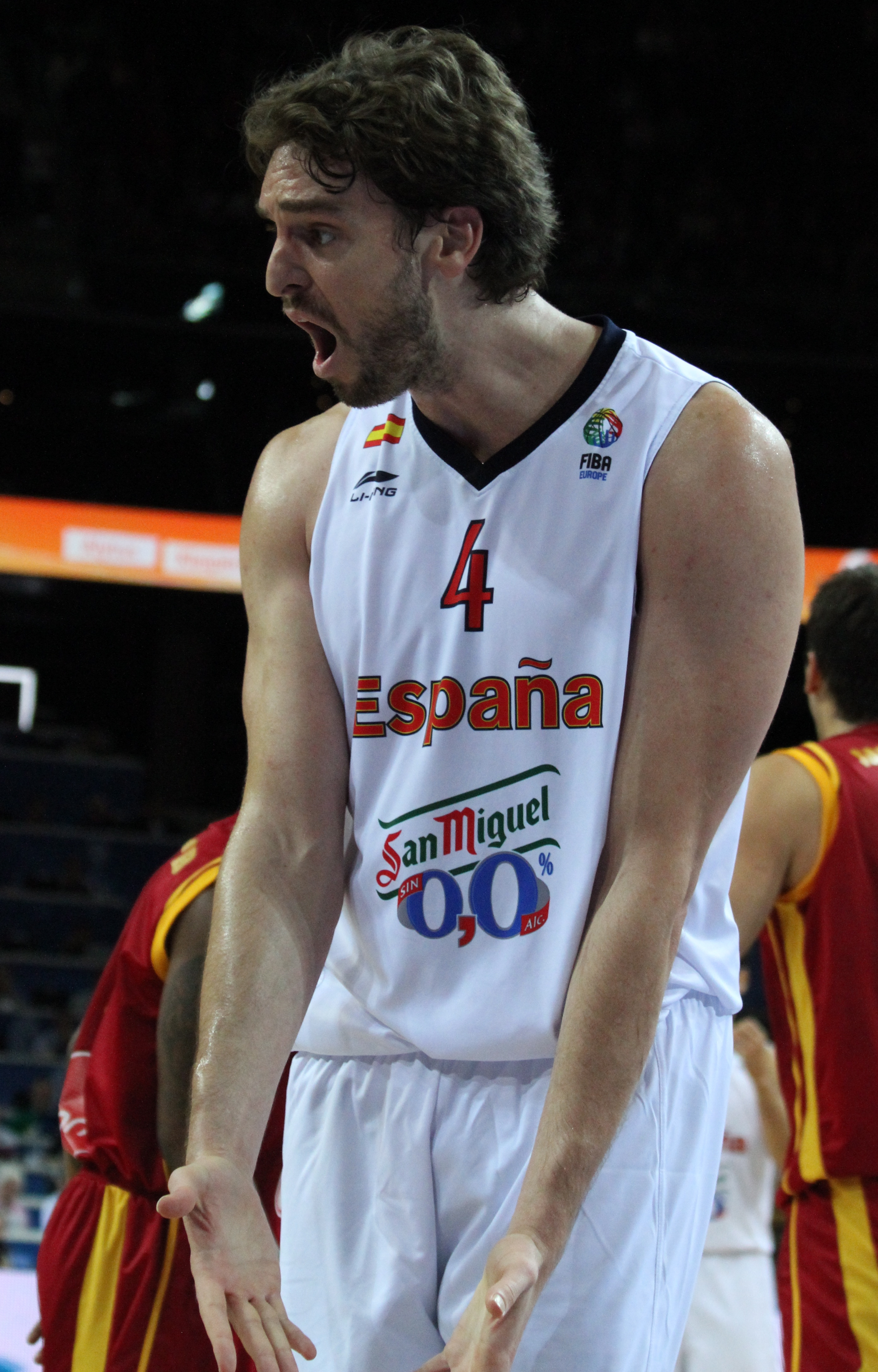
Gasol con la Spagna nel 2011

Saltò Eurobasket 2013 per poi partecipare ai Mondiali casalinghi del 2014; nella competizione gli iberici vennero eliminati ai quarti dalla Francia per 65-52.
Nel 2015 rivinse l'Europeo con la Spagna nella finale a Lille contro la Lituania, mettendo a referto 25 punti, 12 rimbalzi e 4 assist. Prima di quella sfida fu decisivo in semifinale segnando 40 punti in semifinale nel successo per 80-75 contro la Francia. Con questa medaglia diventò il cestista europeo con più medaglie nella storia della competizione superando Krešimir Ćosić.

#### Post-Euro 2015 (2015-2021)
Alle Olimpiadi di Rio 2016 la Spagna perse in semifinale contro il team USA 82-76 (fu la terza volta consecutiva che la Spagna perse con gli USA alle Olimpiadi) vanificando la prestazione di Gasol che fu il migliore dei suoi per punti (23) e rimbalzi (8) della squadra. Vinse poi la medaglia di bronzo con la Nazionale battendo nella finale (valevole per il terzo-quarto posto) l'Australia col punteggio di 89-88 in una partita combattuta sino all'ultimo istante.
Partecipò anche a Eurobasket 2017, in cui diventò il migliore marcatore nella storia della competizione superando l'all'epoca compagno di squadra a San Antonio Tony Parker, segnando 14 punti nel successo per 87-64 contro l'Ungheria. Tuttavia a questo giro Gasol e la Spagna persero la semifinale contro la sorprendente Slovenia di Goran Dragić e Luka Doncić (futura vincitrice del torneo) per 92-72, dovendo accontentarsi di un bronzo conquistato a seguito di un 93-85 contro la Russia, partita in cui Pau realizzò 26 punti e suo fratello Marc 25. Nonostante l'età avanzata, nel settembre 2018 dichiarò di voler continuare a rappresentare la nazionale fino a Tokyo 2020.
Il 15 maggio 2019 il ct Sergio Scariolo annunciò che Gasol non avrebbe partecipato ai Mondiali per operarsi al piede sinistro. Sette giorni più tardi Gasol confermò tutto, affermando inoltre nuovamente di volere giocare alle Olimpiadi 2020. I giochi olimpici vengono disputati nel 2021 anziché nel 2020 a causa della pandemia da COVID-19, e Gasol viene convocato, disputando così il suo quinto torneo olimpico. L'avventura degli iberici durò fino ai quarti (in cui vennero eliminati dagli Stati Uniti), e al termine della manifestazione lui e il fratello annunciarono il proprio ritiro dalla nazionale.

## Statistiche
| † | Denota una stagione in cui ha vinto il titolo NBA. |

### NBA

#### Massimi in carriera
- Massimo di punti: 46 vs Milwaukee Bucks (10 gennaio 2015)[175]
- Massimo di rimbalzi: 22 (2 volte)
- Massimo di assist: 14 vs Portland Trail Blazers (28 febbraio 2016)
- Massimo di palle rubate: 4 (2 volte)
- Massimo di stoppate: 9 vs Denver Nuggets (1º gennaio 2015)

#### Regular Season
| Anno       | Squadra           | PG    | PT    | MP   | TC%  | 3P%  | TL%  | RP   | AP  | PRP | SP  | PP   |
| ---------- | ----------------- | ----- | ----- | ---- | ---- | ---- | ---- | ---- | --- | --- | --- | ---- |
| 2001-2002  | Memphis Grizzlies | 82    | 79    | 36,7 | 51,8 | 20,0 | 70,9 | 8,9  | 2,7 | 0,5 | 2,1 | 17,6 |
| 2002-2003  | Memphis Grizzlies | 82    | 82    | 36,0 | 51,0 | 10,0 | 73,6 | 8,8  | 2,8 | 0,4 | 1,8 | 19,0 |
| 2003-2004  | Memphis Grizzlies | 78    | 78    | 31,5 | 48,2 | 26,7 | 71,4 | 7,7  | 2,5 | 0,6 | 1,7 | 17,7 |
| 2004-2005  | Memphis Grizzlies | 56    | 53    | 32,0 | 51,4 | 16,7 | 76,8 | 7,3  | 2,4 | 0,7 | 1,7 | 17,8 |
| 2005-2006  | Memphis Grizzlies | 80    | 80    | 39,2 | 50,3 | 25,0 | 68,9 | 8,9  | 4,6 | 0,6 | 1,9 | 20,4 |
| 2006-2007  | Memphis Grizzlies | 59    | 59    | 36,2 | 53,8 | 27,3 | 74,8 | 9,8  | 3,4 | 0,5 | 2,1 | 20,8 |
| 2007-2008  | Memphis Grizzlies | 39    | 39    | 36,7 | 50,1 | 26,7 | 81,9 | 8,8  | 3,0 | 0,4 | 1,4 | 18,9 |
| 2007-2008  | L.A. Lakers       | 27    | 27    | 34,0 | 58,9 | 0,0  | 78,9 | 7,8  | 3,5 | 0,5 | 1,6 | 18,8 |
| 2008-2009† | L.A. Lakers       | 81    | 81    | 37,0 | 56,7 | 50,0 | 78,1 | 9,6  | 3,5 | 0,6 | 1,0 | 18,9 |
| 2009-2010† | L.A. Lakers       | 65    | 65    | 37,0 | 53,6 | 0,0  | 79,0 | 11,3 | 3,4 | 0,6 | 1,7 | 18,3 |
| 2010-2011  | L.A. Lakers       | 82    | 82    | 37,0 | 52,9 | 33,3 | 82,3 | 10,2 | 3,3 | 0,6 | 1,6 | 18,8 |
| 2011-2012  | L.A. Lakers       | 65    | 65    | 37,4 | 50,1 | 25,9 | 78,2 | 10,4 | 3,7 | 0,6 | 1,4 | 17,4 |
| 2012-2013  | L.A. Lakers       | 49    | 42    | 33,8 | 46,6 | 28,6 | 70,2 | 8,6  | 4,1 | 0,5 | 0,5 | 13,7 |
| 2013-2014  | L.A. Lakers       | 60    | 60    | 31,4 | 48,0 | 28,6 | 73,6 | 9,7  | 3,4 | 0,5 | 1,5 | 17,4 |
| 2014-2015  | Chicago Bulls     | 78    | 78    | 34,4 | 49,4 | 46,2 | 80,3 | 11,8 | 2,7 | 0,3 | 1,9 | 18,5 |
| 2015-2016  | Chicago Bulls     | 72    | 72    | 31,8 | 46,9 | 34,8 | 79,2 | 11,0 | 4,1 | 0,6 | 2,0 | 16,5 |
| 2016-2017  | San Antonio Spurs | 64    | 39    | 25,4 | 50,2 | 53,8 | 70,7 | 7,8  | 2,3 | 0,4 | 1,1 | 12,4 |
| 2017-2018  | San Antonio Spurs | 77    | 63    | 23,5 | 45,8 | 35,8 | 75,6 | 8,0  | 3,1 | 0,3 | 1,0 | 10,1 |
| 2018-2019  | San Antonio Spurs | 27    | 6     | 12,2 | 46,6 | 50,0 | 71,1 | 4,7  | 1,9 | 0,2 | 0,5 | 4,2  |
| 2018-2019  | Milwaukee Bucks   | 3     | 0     | 10,0 | 16,7 | 33,3 | 50,0 | 3,3  | 0,7 | 0,0 | 0,3 | 1,3  |
| Carriera   | Carriera          | 1.226 | 1.150 | 33,4 | 50,7 | 36,8 | 75,3 | 9,2  | 3,2 | 0,5 | 1,6 | 17,0 |
| All-Star   | All-Star          | 6     | 1     | 19,3 | 56,5 | 0,0  | 84,6 | 8,7  | 1,2 | 0,7 | 0,7 | 10,5 |

#### Play-off
| Anno     | Squadra           | PG  | PT  | MP   | TC%  | 3P%  | TL%  | RP   | AP  | PRP | SP  | PP   |
| -------- | ----------------- | --- | --- | ---- | ---- | ---- | ---- | ---- | --- | --- | --- | ---- |
| 2004     | Memphis Grizzlies | 4   | 4   | 33,5 | 57,1 | 0,0  | 90,0 | 5,0  | 2,5 | 1,0 | 1,5 | 18,5 |
| 2005     | Memphis Grizzlies | 4   | 4   | 33,3 | 48,7 | 100  | 50,0 | 7,5  | 2,5 | 0,5 | 1,8 | 21,3 |
| 2006     | Memphis Grizzlies | 4   | 4   | 39,5 | 43,3 | 0,0  | 76,7 | 6,8  | 3,0 | 0,5 | 1,2 | 20,3 |
| 2008     | L.A. Lakers       | 21  | 21  | 39,8 | 53,0 | 0,0  | 69,2 | 9,3  | 4,0 | 0,5 | 1,9 | 16,9 |
| 2009†    | L.A. Lakers       | 23  | 23  | 40,5 | 58,0 | 0,0  | 71,4 | 10,8 | 2,5 | 0,8 | 2,0 | 18,3 |
| 2010†    | L.A. Lakers       | 23  | 23  | 39,7 | 53,9 | 0,0  | 75,9 | 11,1 | 3,5 | 0,4 | 2,1 | 19,6 |
| 2011     | L.A. Lakers       | 10  | 10  | 35,8 | 42,0 | 50,0 | 80,0 | 7,8  | 3,8 | 0,4 | 1,7 | 13,1 |
| 2012     | L.A. Lakers       | 12  | 12  | 37,0 | 43,4 | 40,0 | 82,8 | 9,5  | 3,7 | 0,5 | 1,9 | 12,5 |
| 2013     | L.A. Lakers       | 4   | 4   | 36,5 | 48,1 | 0,0  | 54,5 | 11,6 | 6,5 | 0,5 | 0,8 | 14,0 |
| 2015     | Chicago Bulls     | 10  | 10  | 31,7 | 48,7 | 0,0  | 76,2 | 9,4  | 3,1 | 0,5 | 2,1 | 14,4 |
| 2017     | San Antonio Spurs | 16  | 7   | 22,8 | 43,9 | 33,3 | 70,8 | 7,1  | 1,9 | 0,4 | 0,9 | 7,7  |
| 2018     | San Antonio Spurs | 5   | 0   | 18,0 | 50,0 | 33,3 | 90,0 | 4,8  | 2,8 | 0,0 | 0,2 | 6,0  |
| Carriera | Carriera          | 136 | 122 | 35,5 | 50,8 | 29,7 | 74,1 | 9,2  | 3,2 | 0,5 | 1,7 | 15,4 |

### Europa

#### Liga ACB[176]
| Anno      | Squadra    | PG | PI | MPG  | FG%  | 3P%  | FT%  | OFF | DIF | RPG | APG | SPG | BPG | PPG  |
| --------- | ---------- | -- | -- | ---- | ---- | ---- | ---- | --- | --- | --- | --- | --- | --- | ---- |
| 1998-99   | Barcellona | 2  | -  | 5,0  | 50,0 | 33,3 | 33,3 | 1,0 | 0,0 | 1,0 | 0,5 | 0,5 | 0,5 | 3,0  |
| 1999-2000 | Barcellona | 26 | -  | 14,8 | 50,6 | 30,0 | 52,3 | 1,0 | 1,7 | 2,6 | 0,5 | 0,4 | 0,5 | 4,2  |
| 2000-01   | Barcellona | 30 | -  | 23,9 | 54,9 | 34,9 | 58,8 | 1,5 | 3,7 | 5,2 | 0,8 | 1,3 | 1,1 | 11,4 |
| 2020-21   | Barcellona | 8  | -  | 15,5 | 54,0 | 62,5 | 93,3 | 0,8 | 3,4 | 4,1 | 1,5 | 0,3 | 0,6 | 9,1  |
| Carriera  | Carriera   | 66 | -  | 18,7 | 53,8 | 36,5 | 59,7 | 1,2 | 2,7 | 3,9 | 0,7 | 0,8 | 0,8 | 8,0  |

#### FIBA Eurolega[177]
| Anno      | Squadra    | PG | PI | FG%  | 3P%  | FT%  | OFF | DIF | RPG | APG | SPG | BPG | PPG |
| --------- | ---------- | -- | -- | ---- | ---- | ---- | --- | --- | --- | --- | --- | --- | --- |
| 1999-2000 | Barcellona | 21 | 8  | 13,4 | 33,3 | 54,5 | 0,9 | 1,2 | 2,1 | 0,3 | 0,1 | 0,2 | 4,3 |

#### Eurolega[178][179]
| Anno     | Squadra    | PG | PI | MPG  | FG%  | 3P%  | FT%  | OFF | DIF | RPG | APG | SPG | BPG | PPG  |
| -------- | ---------- | -- | -- | ---- | ---- | ---- | ---- | --- | --- | --- | --- | --- | --- | ---- |
| 2000-01  | Barcellona | 6  | 5  | 25,7 | 66,7 | 50,0 | 73,8 | 1,7 | 4,3 | 6,0 | 0,7 | 0,8 | 0,7 | 18,5 |
| 2020-21  | Barcellona | 7  | 2  | 9,5  | 42,9 | 50,0 | 71,4 | 0,6 | 1,9 | 2,4 | 0,4 | 0,4 | 0,9 | 4,6  |
| Carriera | Carriera   | 13 | 7  | 17,1 | 61,4 | 50,0 | 73,5 | 1,2 | 3,1 | 4,1 | 0,5 | 0,6 | 0,8 | 11,0 |

### Cronologia presenze e punti in Nazionale
| Cronologia completa delle presenze e dei punti in Nazionale - Spagna | Cronologia completa delle presenze e dei punti in Nazionale - Spagna | Cronologia completa delle presenze e dei punti in Nazionale - Spagna | Cronologia completa delle presenze e dei punti in Nazionale - Spagna | Cronologia completa delle presenze e dei punti in Nazionale - Spagna | Cronologia completa delle presenze e dei punti in Nazionale - Spagna | Cronologia completa delle presenze e dei punti in Nazionale - Spagna | Cronologia completa delle presenze e dei punti in Nazionale - Spagna |
| Data                                                                 | Città                                                                | In casa                                                              | Risultato                                                            | Ospiti                                                               | Competizione                                                         | Punti                                                                | Note                                                                 |
| -------------------------------------------------------------------- | -------------------------------------------------------------------- | -------------------------------------------------------------------- | -------------------------------------------------------------------- | -------------------------------------------------------------------- | -------------------------------------------------------------------- | -------------------------------------------------------------------- | -------------------------------------------------------------------- |
| 15-8-2001                                                            | San Fernando                                                         | Spagna                                                               | 84 - 79                                                              | Grecia                                                               | Amichevole                                                           | 20                                                                   |                                                                      |
| 17-8-2001                                                            | Algeciras                                                            | Spagna                                                               | 81 - 72                                                              | Israele                                                              | Amichevole                                                           | 15                                                                   |                                                                      |
| 19-8-2001                                                            | Chiclana de la Frontera                                              | Spagna                                                               | 98 - 91                                                              | Francia                                                              | Amichevole                                                           | 18                                                                   |                                                                      |
| 21-8-2001                                                            | Chiclana de la Frontera                                              | Spagna                                                               | 56 - 73                                                              | Russia                                                               | Amichevole                                                           | 11                                                                   |                                                                      |
| 23-8-2001                                                            | Chiclana de la Frontera                                              | Spagna                                                               | 73 - 75                                                              | Croazia                                                              | Amichevole                                                           | 20                                                                   |                                                                      |
| 31-8-2001                                                            | Ankara                                                               | Slovenia                                                             | 61 - 85                                                              | Spagna                                                               | EuroBasket 2001 - 1º turno                                           | 12                                                                   |                                                                      |
| 1-9-2001                                                             | Ankara                                                               | Spagna                                                               | 106 - 77                                                             | Lettonia                                                             | EuroBasket 2001 - 1º turno                                           | 15                                                                   |                                                                      |
| 2-9-2001                                                             | Ankara                                                               | Turchia                                                              | 84 - 79                                                              | Spagna                                                               | EuroBasket 2001 - 1º turno                                           | 21                                                                   |                                                                      |
| 3-9-2001                                                             | Ankara                                                               | Spagna                                                               | 71 - 67                                                              | Israele                                                              | EuroBasket 2001 - 2º turno                                           | 13                                                                   |                                                                      |
| 6-9-2001                                                             | Istanbul                                                             | Russia                                                               | 55 - 62                                                              | Spagna                                                               | EuroBasket 2001 - Quarti di finale                                   | 7                                                                    |                                                                      |
| 8-9-2001                                                             | Istanbul                                                             | Jugoslavia                                                           | 78 - 65                                                              | Spagna                                                               | EuroBasket 2001 - Semifinale                                         | 22                                                                   |                                                                      |
| 9-9-2001                                                             | Istanbul                                                             | Germania                                                             | 90 - 99                                                              | Spagna                                                               | EuroBasket 2001 - Finale 3º posto                                    | 31                                                                   |                                                                      |
| 29-8-2002                                                            | Indianapolis                                                         | Canada                                                               | 54 - 85                                                              | Spagna                                                               | Mondiali 2002 - 1º turno                                             | 19                                                                   |                                                                      |
| 30-8-2002                                                            | Indianapolis                                                         | Jugoslavia                                                           | 69 - 71                                                              | Spagna                                                               | Mondiali 2002 - 1º turno                                             | 25                                                                   |                                                                      |
| 31-8-2002                                                            | Indianapolis                                                         | Canada                                                               | 55 - 88                                                              | Spagna                                                               | Mondiali 2002 - 1º turno                                             | 16                                                                   |                                                                      |
| 2-9-2002                                                             | Indianapolis                                                         | Turchia                                                              | 64 - 87                                                              | Spagna                                                               | Mondiali 2002 - 2º turno                                             | 19                                                                   |                                                                      |
| 3-9-2002                                                             | Indianapolis                                                         | Spagna                                                               | 65 - 73                                                              | Porto Rico                                                           | Mondiali 2002 - 2º turno                                             | 16                                                                   |                                                                      |
| 4-9-2002                                                             | Indianapolis                                                         | Spagna                                                               | 84 - 67                                                              | Brasile                                                              | Mondiali 2002 - 2º turno                                             | 23                                                                   |                                                                      |
| 5-9-2002                                                             | Indianapolis                                                         | Germania                                                             | 70 - 62                                                              | Spagna                                                               | Mondiali 2002 - Quarti di finale                                     | 14                                                                   |                                                                      |
| 6-9-2002                                                             | Indianapolis                                                         | Spagna                                                               | 105 - 89                                                             | Brasile                                                              | Mondiali 2002 - Semifinale 5º posto                                  | 21                                                                   |                                                                      |
| 7-9-2002                                                             | Indianapolis                                                         | Stati Uniti                                                          | 75 - 81                                                              | Spagna                                                               | Mondiali 2002 - Finale 5º posto                                      | 19                                                                   |                                                                      |
| 15-8-2003                                                            | Huelva                                                               | Spagna                                                               | 84 - 79                                                              | Giappone                                                             | Amichevole                                                           | 18                                                                   |                                                                      |
| 16-8-2003                                                            | San Fernando                                                         | Spagna                                                               | 87 - 76                                                              | Grecia                                                               | Amichevole                                                           | 19                                                                   |                                                                      |
| 22-8-2003                                                            | Salamanca                                                            | Spagna                                                               | 97 - 81                                                              | Lituania                                                             | Amichevole                                                           | 25                                                                   |                                                                      |
| 25-8-2003                                                            | Torrevieja                                                           | Spagna                                                               | 96 - 56                                                              | Ucraina                                                              | Amichevole                                                           | 15                                                                   |                                                                      |
| 26-8-2003                                                            | Torrevieja                                                           | Spagna                                                               | 97 - 81                                                              | Lituania                                                             | Amichevole                                                           | 19                                                                   |                                                                      |
| 28-8-2003                                                            | El Ejido                                                             | Spagna                                                               | 95 - 56                                                              | Polonia                                                              | Amichevole                                                           | 21                                                                   |                                                                      |
| 29-8-2003                                                            | El Ejido                                                             | Spagna                                                               | 89 - 73                                                              | Lettonia                                                             | Amichevole                                                           | 26                                                                   |                                                                      |
| 5-9-2003                                                             | Södertälje                                                           | Svezia                                                               | 61 - 85                                                              | Spagna                                                               | EuroBasket 2003 - 1º turno                                           | 25                                                                   |                                                                      |
| 6-9-2003                                                             | Södertälje                                                           | Russia                                                               | 77 - 89                                                              | Spagna                                                               | EuroBasket 2003 - 1º turno                                           | 35                                                                   |                                                                      |
| 7-9-2003                                                             | Södertälje                                                           | Serbia e Montenegro                                                  | 67 - 75                                                              | Spagna                                                               | EuroBasket 2003 - 1º turno                                           | 20                                                                   |                                                                      |
| 11-9-2003                                                            | Stoccolma                                                            | Spagna                                                               | 78 - 64                                                              | Israele                                                              | EuroBasket 2003 - Quarti di finale                                   | 25                                                                   |                                                                      |
| 13-9-2003                                                            | Stoccolma                                                            | Spagna                                                               | 81 - 79                                                              | Italia                                                               | EuroBasket 2003 - Semifinale                                         | 14                                                                   |                                                                      |
| 14-9-2003                                                            | Stoccolma                                                            | Lituania                                                             | 93 - 84                                                              | Spagna                                                               | EuroBasket 2003 - Finale                                             | 36                                                                   |                                                                      |
| 23-7-2004                                                            | Maiorca                                                              | Spagna                                                               | 97 - 70                                                              | Croazia                                                              | Amichevole                                                           | 22                                                                   |                                                                      |
| 24-7-2004                                                            | Maiorca                                                              | Spagna                                                               | 83 - 78                                                              | Serbia e Montenegro                                                  | Amichevole                                                           | 12                                                                   |                                                                      |
| 27-7-2004                                                            | Granada                                                              | Spagna                                                               | 76 - 60                                                              | Serbia e Montenegro                                                  | Amichevole                                                           | 8                                                                    |                                                                      |
| 2-8-2004                                                             | Alicante                                                             | Spagna                                                               | 97 - 70                                                              | Brasile                                                              | Amichevole                                                           | 26                                                                   |                                                                      |
| 4-8-2004                                                             | Alicante                                                             | Spagna                                                               | 113 - 62                                                             | Porto Rico                                                           | Amichevole                                                           | 20                                                                   |                                                                      |
| 6-8-2004                                                             | Madrid                                                               | Spagna                                                               | 80 - 70                                                              | Grecia                                                               | Amichevole                                                           | 24                                                                   |                                                                      |
| 7-8-2004                                                             | Madrid                                                               | Spagna                                                               | 98 - 90                                                              | Argentina                                                            | Amichevole                                                           | 26                                                                   |                                                                      |
| 15-8-2004                                                            | Atene                                                                | Cina                                                                 | 58 - 83                                                              | Spagna                                                               | Olimpiadi 2004 - 1º turno                                            | 21                                                                   |                                                                      |
| 17-8-2004                                                            | Atene                                                                | Spagna                                                               | 87 - 76                                                              | Argentina                                                            | Olimpiadi 2004 - 1º turno                                            | 26                                                                   |                                                                      |
| 19-8-2004                                                            | Atene                                                                | Italia                                                               | 63 - 71                                                              | Spagna                                                               | Olimpiadi 2004 - 1º turno                                            | 16                                                                   |                                                                      |
| 21-8-2004                                                            | Atene                                                                | Spagna                                                               | 76 - 68                                                              | Serbia e Montenegro                                                  | Olimpiadi 2004 - 1º turno                                            | 14                                                                   |                                                                      |
| 23-8-2004                                                            | Atene                                                                | Spagna                                                               | 88 - 84                                                              | Nuova Zelanda                                                        | Olimpiadi 2004 - 1º turno                                            | 14                                                                   |                                                                      |
| 26-8-2004                                                            | Atene                                                                | Spagna                                                               | 94 - 102                                                             | Stati Uniti                                                          | Olimpiadi 2004 - Quarti di finale                                    | 29                                                                   |                                                                      |
| 28-8-2004                                                            | Atene                                                                | Cina                                                                 | 76 - 92                                                              | Spagna                                                               | Olimpiadi 2004 - Finale 7º posto                                     | 37                                                                   |                                                                      |
| 26-7-2006                                                            | Cordova                                                              | Spagna                                                               | 96 - 49                                                              | Cina                                                                 | Amichevole                                                           | 10                                                                   |                                                                      |
| 29-7-2006                                                            | Castellón de la Plana                                                | Spagna                                                               | 97 - 63                                                              | Cina                                                                 | Amichevole                                                           | 22                                                                   |                                                                      |
| 30-7-2006                                                            | Valencia                                                             | Spagna                                                               | 97 - 73                                                              | Angola                                                               | Amichevole                                                           | 17                                                                   |                                                                      |
| 31-7-2006                                                            | Alicante                                                             | Spagna                                                               | 83 - 62                                                              | Serbia                                                               | Amichevole                                                           | 15                                                                   |                                                                      |
| 5-8-2006                                                             | Madrid                                                               | Spagna                                                               | 89 - 57                                                              | Polonia                                                              | Amichevole                                                           | 15                                                                   |                                                                      |
| 6-8-2006                                                             | Madrid                                                               | Spagna                                                               | 79 - 67                                                              | Argentina                                                            | Amichevole                                                           | 2                                                                    |                                                                      |
| 11-8-2006                                                            | Kallang                                                              | Spagna                                                               | 96 - 85                                                              | Slovenia                                                             | Amichevole                                                           | 16                                                                   |                                                                      |
| 12-8-2006                                                            | Kallang                                                              | Spagna                                                               | 80 - 65                                                              | Serbia                                                               | Amichevole                                                           | 10                                                                   |                                                                      |
| 13-8-2006                                                            | Madrid                                                               | Spagna                                                               | 87 - 66                                                              | Argentina                                                            | Amichevole                                                           | 13                                                                   |                                                                      |
| 19-8-2006                                                            | Hiroshima                                                            | Spagna                                                               | 86 - 70                                                              | Nuova Zelanda                                                        | Mondiali 2006 - 1º turno                                             | 16                                                                   |                                                                      |
| 20-8-2006                                                            | Hiroshima                                                            | Panama                                                               | 57 - 101                                                             | Spagna                                                               | Mondiali 2006 - 1º turno                                             | 26                                                                   |                                                                      |
| 21-8-2006                                                            | Hiroshima                                                            | Germania                                                             | 71 - 92                                                              | Spagna                                                               | Mondiali 2006 - 1º turno                                             | 16                                                                   |                                                                      |
| 23-8-2006                                                            | Hiroshima                                                            | Spagna                                                               | 93 - 83                                                              | Angola                                                               | Mondiali 2006 - 1º turno                                             | 28                                                                   |                                                                      |
| 24-8-2006                                                            | Hiroshima                                                            | Giappone                                                             | 55 - 104                                                             | Spagna                                                               | Mondiali 2006 - 1º turno                                             | 21                                                                   |                                                                      |
| 26-8-2006                                                            | Saitama                                                              | Spagna                                                               | 87 - 75                                                              | Serbia                                                               | Mondiali 2006 - Ottavi di finale                                     | 19                                                                   |                                                                      |
| 29-8-2006                                                            | Saitama                                                              | Spagna                                                               | 89 - 67                                                              | Lituania                                                             | Mondiali 2006 - Quarti di finale                                     | 25                                                                   |                                                                      |
| 1-9-2006                                                             | Saitama                                                              | Spagna                                                               | 75 - 74                                                              | Argentina                                                            | Mondiali 2006 - Semifinale                                           | 19                                                                   |                                                                      |
| 8-8-2007                                                             | Jerez de la Frontera                                                 | Spagna                                                               | 93 - 69                                                              | Venezuela                                                            | Amichevole                                                           | 15                                                                   |                                                                      |
| 14-8-2007                                                            | Logroño                                                              | Spagna                                                               | 82 - 65                                                              | Portogallo                                                           | Amichevole                                                           | 8                                                                    |                                                                      |
| 16-8-2007                                                            | Gijón                                                                | Spagna                                                               | 95 - 75                                                              | Lituania                                                             | Amichevole                                                           | 19                                                                   |                                                                      |
| 18-8-2007                                                            | Ourense                                                              | Spagna                                                               | 97 - 74                                                              | Lituania                                                             | Amichevole                                                           | 11                                                                   |                                                                      |
| 21-8-2007                                                            | Castellón de la Plana                                                | Spagna                                                               | 79 - 55                                                              | Rep. Ceca                                                            | Amichevole                                                           | 18                                                                   |                                                                      |
| 22-8-2007                                                            | Valencia                                                             | Spagna                                                               | 79 - 55                                                              | Germania                                                             | Amichevole                                                           | 13                                                                   |                                                                      |
| 28-8-2007                                                            | Maiorca                                                              | Spagna                                                               | 72 - 56                                                              | Germania                                                             | Amichevole                                                           | 14                                                                   |                                                                      |
| 29-8-2007                                                            | Alicante                                                             | Spagna                                                               | 87 - 72                                                              | Francia                                                              | Amichevole                                                           | 20                                                                   |                                                                      |
| 3-9-2007                                                             | Siviglia                                                             | Spagna                                                               | 82 - 56                                                              | Portogallo                                                           | EuroBasket 2007 - 1º turno                                           | 19                                                                   |                                                                      |
| 4-9-2007                                                             | Siviglia                                                             | Spagna                                                               | 93 - 77                                                              | Lettonia                                                             | EuroBasket 2007 - 1º turno                                           | 26                                                                   |                                                                      |
| 5-9-2007                                                             | Siviglia                                                             | Spagna                                                               | 84 - 85                                                              | Croazia                                                              | EuroBasket 2007 - 1º turno                                           | 26                                                                   |                                                                      |
| 7-9-2007                                                             | Madrid                                                               | Spagna                                                               | 76 - 58                                                              | Grecia                                                               | EuroBasket 2007 - 2º turno                                           | 15                                                                   |                                                                      |
| 9-9-2007                                                             | Madrid                                                               | Spagna                                                               | 81 - 69                                                              | Russia                                                               | EuroBasket 2007 - 2º turno                                           | 13                                                                   |                                                                      |
| 11-9-2007                                                            | Madrid                                                               | Spagna                                                               | 99 - 73                                                              | Israele                                                              | EuroBasket 2007 - 2º turno                                           | 26                                                                   |                                                                      |
| 13-9-2007                                                            | Madrid                                                               | Spagna                                                               | 83 - 55                                                              | Germania                                                             | EuroBasket 2007 - Quarti di finale                                   | 7                                                                    |                                                                      |
| 15-9-2007                                                            | Madrid                                                               | Spagna                                                               | 82 - 77                                                              | Grecia                                                               | EuroBasket 2007 - Semifinale                                         | 23                                                                   |                                                                      |
| 16-9-2007                                                            | Madrid                                                               | Spagna                                                               | 59 - 60                                                              | Russia                                                               | EuroBasket 2007 - Finale                                             | 14                                                                   |                                                                      |
| 20-7-2008                                                            | Cáceres                                                              | Spagna                                                               | 91 - 56                                                              | Russia                                                               | Amichevole                                                           | 16                                                                   |                                                                      |
| 22-7-2008                                                            | Madrid                                                               | Spagna                                                               | 90 - 88                                                              | Argentina                                                            | Amichevole                                                           | 11                                                                   |                                                                      |
| 24-7-2008                                                            | Ourense                                                              | Spagna                                                               | 90 - 88                                                              | Lituania                                                             | Amichevole                                                           | 8                                                                    |                                                                      |
| 26-7-2008                                                            | Ourense                                                              | Spagna                                                               | 87 - 62                                                              | Argentina                                                            | Amichevole                                                           | 5                                                                    |                                                                      |
| 28-7-2008                                                            | Saragozza                                                            | Spagna                                                               | 103 - 45                                                             | Ungheria                                                             | Amichevole                                                           | 32                                                                   |                                                                      |
| 30-7-2008                                                            | Castellón de la Plana                                                | Spagna                                                               | 90 - 88                                                              | Lettonia                                                             | Amichevole                                                           | 17                                                                   |                                                                      |
| 10-8-2008                                                            | Pechino                                                              | Spagna                                                               | 81 - 66                                                              | Grecia                                                               | Olimpiadi 2008 - 1º turno                                            | 11                                                                   |                                                                      |
| 12-8-2008                                                            | Pechino                                                              | Cina                                                                 | 75 - 85                                                              | Spagna                                                               | Olimpiadi 2008 - 1º turno                                            | 29                                                                   |                                                                      |
| 14-8-2008                                                            | Pechino                                                              | Germania                                                             | 59 - 72                                                              | Spagna                                                               | Olimpiadi 2008 - 1º turno                                            | 13                                                                   |                                                                      |
| 16-8-2008                                                            | Pechino                                                              | Spagna                                                               | 82 - 119                                                             | Stati Uniti                                                          | Olimpiadi 2008 - 1º turno                                            | 13                                                                   |                                                                      |
| 18-8-2008                                                            | Pechino                                                              | Angola                                                               | 50 - 98                                                              | Spagna                                                               | Olimpiadi 2008 - 1º turno                                            | 31                                                                   |                                                                      |
| 20-8-2008                                                            | Pechino                                                              | Spagna                                                               | 72 - 59                                                              | Croazia                                                              | Olimpiadi 2008 - Quarti di finale                                    | 20                                                                   |                                                                      |
| 22-8-2008                                                            | Pechino                                                              | Lituania                                                             | 86 - 91                                                              | Spagna                                                               | Olimpiadi 2008 - Semifinale                                          | 19                                                                   |                                                                      |
| 24-8-2008                                                            | Pechino                                                              | Spagna                                                               | 107 - 118                                                            | Stati Uniti                                                          | Olimpiadi 2008 - Finale                                              | 21                                                                   |                                                                      |
| 3-9-2009                                                             | Vilnius                                                              | Lituania                                                             | 94 - 72                                                              | Spagna                                                               | Amichevole                                                           | 0                                                                    |                                                                      |
| 7-9-2009                                                             | Varsavia                                                             | Serbia                                                               | 66 - 57                                                              | Spagna                                                               | EuroBasket 2009 - 1º turno                                           | 9                                                                    |                                                                      |
| 8-9-2009                                                             | Varsavia                                                             | Spagna                                                               | 84 - 76                                                              | Gran Bretagna                                                        | EuroBasket 2009 - 1º turno                                           | 27                                                                   |                                                                      |
| 9-9-2009                                                             | Varsavia                                                             | Spagna                                                               | 90 - 84 dts                                                          | Slovenia                                                             | EuroBasket 2009 - 1º turno                                           | 13                                                                   |                                                                      |
| 12-9-2009                                                            | Łódź                                                                 | Turchia                                                              | 63 - 60                                                              | Spagna                                                               | EuroBasket 2009 - 2º turno                                           | 16                                                                   |                                                                      |
| 14-9-2009                                                            | Łódź                                                                 | Spagna                                                               | 84 - 70                                                              | Lituania                                                             | EuroBasket 2009 - 2º turno                                           | 19                                                                   |                                                                      |
| 16-9-2009                                                            | Łódź                                                                 | Polonia                                                              | 68 - 90                                                              | Spagna                                                               | EuroBasket 2009 - 2º turno                                           | 20                                                                   |                                                                      |
| 17-9-2009                                                            | Katowice                                                             | Francia                                                              | 66 - 96                                                              | Spagna                                                               | EuroBasket 2009 - Quarti di finale                                   | 28                                                                   |                                                                      |
| 19-9-2009                                                            | Katowice                                                             | Spagna                                                               | 82 - 64                                                              | Grecia                                                               | EuroBasket 2009 - Semifinale                                         | 18                                                                   |                                                                      |
| 20-9-2009                                                            | Katowice                                                             | Spagna                                                               | 85 - 63                                                              | Serbia                                                               | EuroBasket 2009 - Finale                                             | 18                                                                   |                                                                      |
| 9-8-2011                                                             | Almería                                                              | Spagna                                                               | 77 - 53                                                              | Francia                                                              | Amichevole                                                           | 19                                                                   |                                                                      |
| 13-8-2011                                                            | Madrid                                                               | Spagna                                                               | 90 - 78                                                              | Lituania                                                             | Amichevole                                                           | 17                                                                   |                                                                      |
| 15-8-2011                                                            | Guadalajara                                                          | Spagna                                                               | 96 - 59                                                              | Bulgaria                                                             | Amichevole                                                           | 15                                                                   |                                                                      |
| 18-8-2011                                                            | Kaunas                                                               | Lituania                                                             | 90 - 78                                                              | Spagna                                                               | Amichevole                                                           | 18                                                                   |                                                                      |
| 20-8-2011                                                            | Malaga                                                               | Spagna                                                               | 73 - 61                                                              | Slovenia                                                             | Amichevole                                                           | 15                                                                   |                                                                      |
| 21-8-2011                                                            | Granada                                                              | Spagna                                                               | 79 - 57                                                              | Slovenia                                                             | Amichevole                                                           | 19                                                                   |                                                                      |
| 25-8-2011                                                            | Murcia                                                               | Spagna                                                               | 79 - 57                                                              | Australia                                                            | Amichevole                                                           | 16                                                                   |                                                                      |
| 26-8-2011                                                            | Valencia                                                             | Spagna                                                               | 97 - 58                                                              | Australia                                                            | Amichevole                                                           | 17                                                                   |                                                                      |
| 31-8-2011                                                            | Panevėžys                                                            | Polonia                                                              | 78 - 83                                                              | Spagna                                                               | EuroBasket 2011 - 1º turno                                           | 29                                                                   |                                                                      |
| 1-9-2011                                                             | Panevėžys                                                            | Portogallo                                                           | 73 - 87                                                              | Spagna                                                               | EuroBasket 2011 - 1º turno                                           | 20                                                                   |                                                                      |
| 2-9-2011                                                             | Panevėžys                                                            | Gran Bretagna                                                        | 69 - 86                                                              | Spagna                                                               | EuroBasket 2011 - 1º turno                                           | 21                                                                   |                                                                      |
| 4-9-2011                                                             | Panevėžys                                                            | Lituania                                                             | 79 - 91                                                              | Spagna                                                               | EuroBasket 2011 - 1º turno                                           | 17                                                                   |                                                                      |
| 7-9-2011                                                             | Vilnius                                                              | Germania                                                             | 68 - 77                                                              | Spagna                                                               | EuroBasket 2011 - 2º turno                                           | 19                                                                   |                                                                      |
| 9-9-2011                                                             | Vilnius                                                              | Spagna                                                               | 84 - 59                                                              | Serbia                                                               | EuroBasket 2011 - 2º turno                                           | 26                                                                   |                                                                      |
| 11-9-2011                                                            | Vilnius                                                              | Francia                                                              | 69 - 96                                                              | Spagna                                                               | EuroBasket 2011 - 2º turno                                           | 11                                                                   |                                                                      |
| 14-9-2011                                                            | Kaunas                                                               | Spagna                                                               | 86 - 64                                                              | Slovenia                                                             | EuroBasket 2011 - Quarti di finale                                   | 19                                                                   |                                                                      |
| 16-9-2011                                                            | Kaunas                                                               | Spagna                                                               | 92 - 80                                                              | Macedonia                                                            | EuroBasket 2011 - Semifinale                                         | 22                                                                   |                                                                      |
| 18-9-2011                                                            | Kaunas                                                               | Spagna                                                               | 98 - 85                                                              | Francia                                                              | EuroBasket 2011 - Finale                                             | 17                                                                   |                                                                      |
| 9-7-2012                                                             | Valladolid                                                           | Spagna                                                               | 78 - 74                                                              | Gran Bretagna                                                        | Amichevole                                                           | 16                                                                   |                                                                      |
| 10-7-2012                                                            | Madrid                                                               | Spagna                                                               | 81 - 65                                                              | Francia                                                              | Amichevole                                                           | 11                                                                   |                                                                      |
| 13-7-2012                                                            | Salamanca                                                            | Spagna                                                               | 96 - 56                                                              | Tunisia                                                              | Amichevole                                                           | 16                                                                   |                                                                      |
| 15-7-2012                                                            | Bercy                                                                | Francia                                                              | 70 - 75                                                              | Spagna                                                               | Amichevole                                                           | 22                                                                   |                                                                      |
| 17-7-2012                                                            | Granada                                                              | Spagna                                                               | 75 - 69                                                              | Australia                                                            | Amichevole                                                           | 22                                                                   |                                                                      |
| 18-7-2012                                                            | Malaga                                                               | Spagna                                                               | 81 - 75                                                              | Australia                                                            | Amichevole                                                           | 16                                                                   |                                                                      |
| 20-7-2012                                                            | La Coruña                                                            | Spagna                                                               | 105 - 85                                                             | Argentina                                                            | Amichevole                                                           | 17                                                                   |                                                                      |
| 24-7-2012                                                            | Barcellona                                                           | Spagna                                                               | 78 - 100                                                             | Stati Uniti                                                          | Amichevole                                                           | 19                                                                   |                                                                      |
| 29-7-2012                                                            | Londra                                                               | Cina                                                                 | 81 - 97                                                              | Spagna                                                               | Olimpiadi 2012 - 1º turno                                            | 21                                                                   |                                                                      |
| 31-7-2012                                                            | Londra                                                               | Australia                                                            | 70 - 82                                                              | Spagna                                                               | Olimpiadi 2012 - 1º turno                                            | 20                                                                   |                                                                      |
| 2-8-2012                                                             | Londra                                                               | Gran Bretagna                                                        | 78 - 79                                                              | Spagna                                                               | Olimpiadi 2012 - 1º turno                                            | 17                                                                   |                                                                      |
| 4-8-2012                                                             | Londra                                                               | Russia                                                               | 77 - 74                                                              | Spagna                                                               | Olimpiadi 2012 - 1º turno                                            | 20                                                                   |                                                                      |
| 6-8-2012                                                             | Londra                                                               | Spagna                                                               | 82 - 88                                                              | Brasile                                                              | Olimpiadi 2012 - 1º turno                                            | 25                                                                   |                                                                      |
| 8-8-2012                                                             | Londra                                                               | Francia                                                              | 59 - 66                                                              | Spagna                                                               | Olimpiadi 2012 - Quarti di finale                                    | 10                                                                   |                                                                      |
| 10-8-2012                                                            | Londra                                                               | Spagna                                                               | 67 - 59                                                              | Russia                                                               | Olimpiadi 2012 - Semifinale                                          | 16                                                                   |                                                                      |
| 12-8-2012                                                            | Londra                                                               | Stati Uniti                                                          | 107 - 100                                                            | Spagna                                                               | Olimpiadi 2012 - Finale                                              | 24                                                                   |                                                                      |
| 6-8-2014                                                             | La Coruña                                                            | Spagna                                                               | 82 - 70                                                              | Canada                                                               | Amichevole                                                           | 20                                                                   |                                                                      |
| 10-8-2014                                                            | Siviglia                                                             | Spagna                                                               | 79 - 70                                                              | Angola                                                               | Amichevole                                                           | 17                                                                   |                                                                      |
| 12-8-2014                                                            | Granada                                                              | Spagna                                                               | 79 - 70                                                              | Turchia                                                              | Amichevole                                                           | 9                                                                    |                                                                      |
| 14-8-2014                                                            | Istanbul                                                             | Turchia                                                              | 63 - 70                                                              | Spagna                                                               | Amichevole                                                           | 13                                                                   |                                                                      |
| 17-8-2014                                                            | Las Palmas                                                           | Spagna                                                               | 88 - 49                                                              | Senegal                                                              | Amichevole                                                           | 20                                                                   |                                                                      |
| 20-8-2014                                                            | Badalona                                                             | Spagna                                                               | 82 - 64                                                              | Croazia                                                              | Amichevole                                                           | 18                                                                   |                                                                      |
| 21-8-2014                                                            | Badalona                                                             | Spagna                                                               | 71 - 63                                                              | Ucraina                                                              | Amichevole                                                           | 12                                                                   |                                                                      |
| 25-8-2014                                                            | Madrid                                                               | Spagna                                                               | 86 - 53                                                              | Argentina                                                            | Amichevole                                                           | 13                                                                   |                                                                      |
| 30-8-2014                                                            | Granada                                                              | Spagna                                                               | 90 - 60                                                              | Iran                                                                 | Mondiali 2014 - 1º turno                                             | 33                                                                   |                                                                      |
| 31-8-2014                                                            | Granada                                                              | Spagna                                                               | 91 - 54                                                              | Egitto                                                               | Mondiali 2014 - 1º turno                                             | 12                                                                   |                                                                      |
| 1-9-2014                                                             | Granada                                                              | Spagna                                                               | 82 - 63                                                              | Brasile                                                              | Mondiali 2014 - 1º turno                                             | 26                                                                   |                                                                      |
| 3-9-2014                                                             | Granada                                                              | Spagna                                                               | 88 - 64                                                              | Francia                                                              | Mondiali 2014 - 1º turno                                             | 15                                                                   |                                                                      |
| 4-9-2014                                                             | Granada                                                              | Spagna                                                               | 89 - 73                                                              | Serbia                                                               | Mondiali 2014 - 1º turno                                             | 20                                                                   |                                                                      |
| 6-9-2014                                                             | Madrid                                                               | Spagna                                                               | 89 - 56                                                              | Senegal                                                              | Mondiali 2014 - Ottavi di finale                                     | 17                                                                   |                                                                      |
| 10-9-2014                                                            | Madrid                                                               | Spagna                                                               | 52 - 65                                                              | Francia                                                              | Mondiali 2014 - Quarti di finale                                     | 17                                                                   |                                                                      |
| 11-8-2015                                                            | Gijón                                                                | Spagna                                                               | 67 - 64                                                              | Belgio                                                               | Amichevole                                                           | 3                                                                    |                                                                      |
| 15-8-2015                                                            | Santander                                                            | Spagna                                                               | 71 - 64                                                              | Polonia                                                              | Amichevole                                                           | 7                                                                    |                                                                      |
| 16-8-2015                                                            | Santander                                                            | Spagna                                                               | 96 - 49                                                              | Senegal                                                              | Amichevole                                                           | 15                                                                   |                                                                      |
| 18-8-2015                                                            | Burgos                                                               | Spagna                                                               | 82 - 80                                                              | Venezuela                                                            | Amichevole                                                           | 15                                                                   |                                                                      |
| 22-8-2015                                                            | Madrid                                                               | Spagna                                                               | 94 - 63                                                              | Macedonia                                                            | Amichevole                                                           | 8                                                                    |                                                                      |
| 25-8-2015                                                            | Logroño                                                              | Spagna                                                               | 88 - 54                                                              | Macedonia                                                            | Amichevole                                                           | 26                                                                   |                                                                      |
| 30-8-2015                                                            | Saragozza                                                            | Spagna                                                               | 81 - 68                                                              | Rep. Ceca                                                            | Amichevole                                                           | 18                                                                   |                                                                      |
| 5-9-2015                                                             | Berlino                                                              | Spagna                                                               | 70 - 80                                                              | Serbia                                                               | EuroBasket 2015 - 1º turno                                           | 16                                                                   |                                                                      |
| 6-9-2015                                                             | Berlino                                                              | Turchia                                                              | 77 - 104                                                             | Spagna                                                               | EuroBasket 2015 - 1º turno                                           | 21                                                                   |                                                                      |
| 8-9-2015                                                             | Berlino                                                              | Spagna                                                               | 98 - 105                                                             | Italia                                                               | EuroBasket 2015 - 1º turno                                           | 34                                                                   |                                                                      |
| 9-9-2015                                                             | Berlino                                                              | Islanda                                                              | 73 - 99                                                              | Spagna                                                               | EuroBasket 2015 - 1º turno                                           | 21                                                                   |                                                                      |
| 10-9-2015                                                            | Berlino                                                              | Germania                                                             | 76 - 77                                                              | Spagna                                                               | EuroBasket 2015 - 1º turno                                           | 16                                                                   |                                                                      |
| 12-9-2015                                                            | Lilla                                                                | Spagna                                                               | 80 - 66                                                              | Polonia                                                              | EuroBasket 2015 - Ottavi di finale                                   | 30                                                                   |                                                                      |
| 15-9-2015                                                            | Lilla                                                                | Spagna                                                               | 73 - 71                                                              | Grecia                                                               | EuroBasket 2015 - Quarti di finale                                   | 27                                                                   |                                                                      |
| 17-9-2015                                                            | Lilla                                                                | Francia                                                              | 75 - 80 dts                                                          | Spagna                                                               | EuroBasket 2015 - Semifinale                                         | 40                                                                   |                                                                      |
| 20-9-2015                                                            | Lilla                                                                | Spagna                                                               | 80 - 63                                                              | Lituania                                                             | EuroBasket 2015 - Finale                                             | 25                                                                   |                                                                      |
| 21-7-2016                                                            | Malaga                                                               | Spagna                                                               | 76 - 78                                                              | Lituania                                                             | Amichevole                                                           | 10                                                                   |                                                                      |
| 23-7-2016                                                            | Madrid                                                               | Spagna                                                               | 80 - 65                                                              | Venezuela                                                            | Amichevole                                                           | 14                                                                   |                                                                      |
| 25-7-2016                                                            | Valladolid                                                           | Spagna                                                               | 91 - 55                                                              | Venezuela                                                            | Amichevole                                                           | 14                                                                   |                                                                      |
| 28-7-2016                                                            | Saragozza                                                            | Spagna                                                               | 100 - 61                                                             | Costa d'Avorio                                                       | Amichevole                                                           | 10                                                                   |                                                                      |
| 7-8-2016                                                             | Rio de Janeiro                                                       | Croazia                                                              | 72 - 70                                                              | Spagna                                                               | Olimpiadi 2016 - 1º turno                                            | 26                                                                   |                                                                      |
| 9-8-2016                                                             | Rio de Janeiro                                                       | Brasile                                                              | 66 - 65                                                              | Spagna                                                               | Olimpiadi 2016 - 1º turno                                            | 13                                                                   |                                                                      |
| 11-8-2016                                                            | Rio de Janeiro                                                       | Nigeria                                                              | 87 - 96                                                              | Spagna                                                               | Olimpiadi 2016 - 1º turno                                            | 16                                                                   |                                                                      |
| 13-8-2016                                                            | Rio de Janeiro                                                       | Spagna                                                               | 109 - 59                                                             | Lituania                                                             | Olimpiadi 2016 - 1º turno                                            | 23                                                                   |                                                                      |
| 15-8-2016                                                            | Rio de Janeiro                                                       | Spagna                                                               | 92 - 73                                                              | Argentina                                                            | Olimpiadi 2016 - 1º turno                                            | 19                                                                   |                                                                      |
| 17-8-2016                                                            | Rio de Janeiro                                                       | Spagna                                                               | 92 - 73                                                              | Francia                                                              | Olimpiadi 2016 - Quarti di finale                                    | 5                                                                    |                                                                      |
| 19-8-2016                                                            | Rio de Janeiro                                                       | Spagna                                                               | 76 - 82                                                              | Stati Uniti                                                          | Olimpiadi 2016 - Semifinale                                          | 23                                                                   |                                                                      |
| 21-8-2016                                                            | Rio de Janeiro                                                       | Australia                                                            | 88 - 89                                                              | Spagna                                                               | Olimpiadi 2016 - Finale 3º posto                                     | 31                                                                   |                                                                      |
| 8-8-2017                                                             | Tenerife                                                             | Spagna                                                               | 71 - 45                                                              | Tunisia                                                              | Amichevole                                                           | 11                                                                   |                                                                      |
| 9-8-2017                                                             | Tenerife                                                             | Spagna                                                               | 71 - 89                                                              | Belgio                                                               | Amichevole                                                           | 12                                                                   |                                                                      |
| 15-8-2017                                                            | Madrid                                                               | Spagna                                                               | 90 - 44                                                              | Venezuela                                                            | Amichevole                                                           | 2                                                                    |                                                                      |
| 18-8-2017                                                            | Melilla                                                              | Spagna                                                               | 80 - 69                                                              | Senegal                                                              | Amichevole                                                           | 9                                                                    |                                                                      |
| 20-8-2017                                                            | Malaga                                                               | Spagna                                                               | 90 - 62                                                              | Venezuela                                                            | Amichevole                                                           | 21                                                                   |                                                                      |
| 23-8-2017                                                            | Bruxelles                                                            | Belgio                                                               | 72 - 88                                                              | Spagna                                                               | Amichevole                                                           | 8                                                                    |                                                                      |
| 25-8-2017                                                            | Vilnius                                                              | Lituania                                                             | 78 - 79                                                              | Spagna                                                               | Amichevole                                                           | 24                                                                   |                                                                      |
| 1-9-2017                                                             | Cluj-Napoca                                                          | Spagna                                                               | 99 - 60                                                              | Montenegro                                                           | EuroBasket 2017 - 1º turno                                           | 10                                                                   |                                                                      |
| 2-9-2017                                                             | Cluj-Napoca                                                          | Rep. Ceca                                                            | 56 - 63                                                              | Spagna                                                               | EuroBasket 2017 - 1º turno                                           | 26                                                                   |                                                                      |
| 5-9-2017                                                             | Cluj-Napoca                                                          | Croazia                                                              | 73 - 79                                                              | Spagna                                                               | EuroBasket 2017 - 1º turno                                           | 11                                                                   |                                                                      |
| 7-9-2017                                                             | Cluj-Napoca                                                          | Ungheria                                                             | 64 - 87                                                              | Spagna                                                               | EuroBasket 2017 - 1º turno                                           | 20                                                                   |                                                                      |
| 10-9-2017                                                            | Istanbul                                                             | Turchia                                                              | 56 - 73                                                              | Spagna                                                               | EuroBasket 2017 - Ottavi di finale                                   | 11                                                                   |                                                                      |
| 12-9-2017                                                            | Istanbul                                                             | Germania                                                             | 72 - 84                                                              | Spagna                                                               | EuroBasket 2017 - Quarti di finale                                   | 19                                                                   |                                                                      |
| 14-9-2017                                                            | Istanbul                                                             | Spagna                                                               | 72 - 92                                                              | Slovenia                                                             | EuroBasket 2017 - Semifinale                                         | 13                                                                   |                                                                      |
| 17-9-2017                                                            | Istanbul                                                             | Spagna                                                               | 93 - 85                                                              | Russia                                                               | EuroBasket 2017 - Finale 3º posto                                    | 26                                                                   |                                                                      |
| 3-7-2021                                                             | Valencia                                                             | Spagna                                                               | 88 - 61                                                              | Iran                                                                 | Amichevole                                                           | 7                                                                    |                                                                      |
| 5-7-2021                                                             | Madrid                                                               | Spagna                                                               | 96 - 53                                                              | Iran                                                                 | Amichevole                                                           | 9                                                                    |                                                                      |
| 8-7-2021                                                             | Malaga                                                               | Spagna                                                               | 86 - 77                                                              | Francia                                                              | Amichevole                                                           | 7                                                                    |                                                                      |
| 18-7-2021                                                            | Las Vegas                                                            | Stati Uniti                                                          | 83 - 76                                                              | Spagna                                                               | Amichevole                                                           | 8                                                                    |                                                                      |
| 26-7-2021                                                            | Saitama                                                              | Giappone                                                             | 77 - 88                                                              | Spagna                                                               | Olimpiadi 2020 - 1º turno                                            | 12                                                                   |                                                                      |
| 29-7-2021                                                            | Saitama                                                              | Spagna                                                               | 81 - 71                                                              | Argentina                                                            | Olimpiadi 2020 - 1º turno                                            | 9                                                                    |                                                                      |
| 1-8-2021                                                             | Saitama                                                              | Spagna                                                               | 87 - 95                                                              | Slovenia                                                             | Olimpiadi 2020 - 1º turno                                            | 8                                                                    |                                                                      |
| 3-8-2021                                                             | Saitama                                                              | Spagna                                                               | 81 - 95                                                              | Stati Uniti                                                          | Olimpiadi 2020 - Quarti di finale                                    | 0                                                                    |                                                                      |
| Totale                                                               |                                                                      | Presenze                                                             | 206                                                                  |                                                                      | Punti                                                                | 3.672                                                                |                                                                      |

## Palmarès

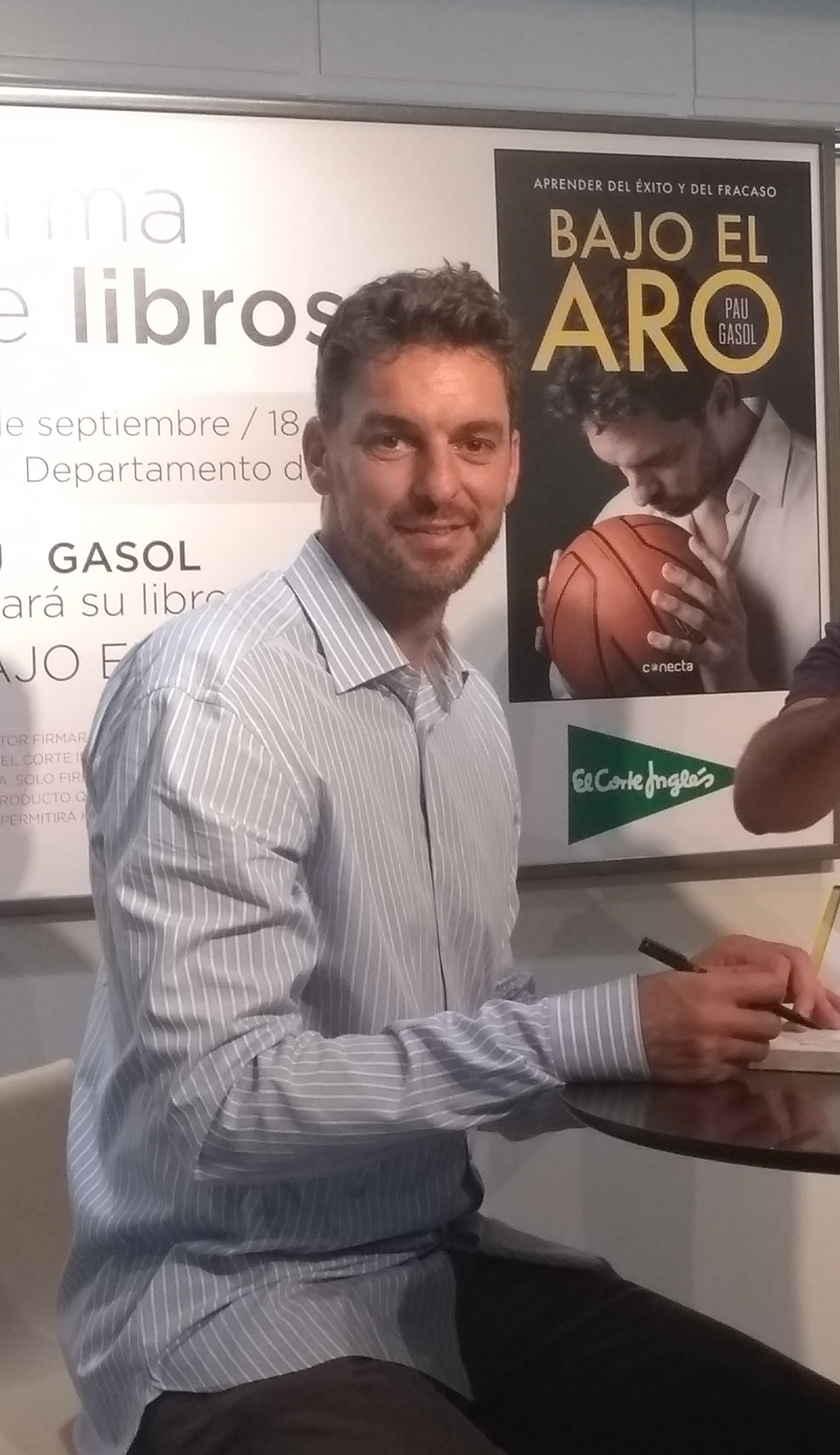
Gasol alla presentazione del suo libro Bajo el Aro

### Giovanili
- Campionato spagnolo maschile juniores: 1

Barcellona: 1997-98
- Europei Under-18:

 Bulgaria 1998
- Mondiali Under-19:

 Lisbona 1999
- Europei Under-20:

 Macedonia 2000

### Club
- Campionato spagnolo: 3

Barcellona: 1998-1999, 2000-2001, 2020-2021
- Copa del Rey: 1

Barcellona: 2001
- Liga catalana: 1

Barcellona: 2000
- Campionato NBA: 2

Los Angeles Lakers: 2009, 2010

### Nazionale
- Olimpiadi:
 Pechino 2008, Londra 2012
 Rio de Janeiro 2016
- Mondiali: 
 Giappone 2006
- Europei: 
 Polonia 2009, Lituania 2011, Francia 2015
 Svezia 2003, Spagna 2007
 Turchia 2001, Romania/Finlandia/Israele/Turchia 2017

### Individuale

#### Nazionale
- FIBA World Cup MVP: 1
Giappone 2006
- FIBA World Cup All-Tournament Teams: 2
Giappone 2006, Spagna 2014
- FIBA EuroBasket MVP: 2
Polonia 2009, Francia 2015
- FIBA EuroBasket All-Tournament Teams: 6
Turchia 2001, Svezia 2003, Spagna 2007, Polonia 2009, Lituania 2011, Francia 2015, Romania/Finlandia/Israele/Turchia 2017

#### Club

##### Europa
- Liga ACB MVP finali:1
Barcellona :2001
- MVP Copa del Rey
Barcellona: 2001
- All-Euroleague Second Team: 1
Barcellona: 2001

##### NBA
- Rookie dell'anno: 2002
- All-Rookie First Team: 2002
- All-NBA Team: 4

Second Team: 2011, 2015
Third Team: 2009, 2010
- Convocazioni all'All-Star Game: 6

2006, 2009, 2010, 2011, 2015, 2016
- Convocazioni all'NBA Rising Stars Challenge: 2

2002, 2003
- Quarantottesimo miglior marcatore di sempre sommando ABA e NBA
- Quarantatreesimo miglior marcatore di sempre NBA
- Ventinovesimo miglior rimbalzista di sempre NBA (30° sommando NBA e ABA)
- Ventiduesimo miglior stoppatore di sempre NBA
- Inserito nella Naismith Memorial Basketball Hall of Fame nel 2023

##### Altri premi
- Mr. Europa: 1
Memphis Grizzlies: 2004
- Euroscar Award: 4
Memphis Grizzlies/Los Angeles Lakers: 2008
Los Angeles Lakers: 2009, 2010
Chicago Bulls: 2015
- FIBA Europe Player of the Year Award: 2
Memphis Grizzlies/Los Angeles Lakers: 2008
Los Angeles Lakers: 2009

## Premi e riconoscimenti
- J. Walter Kennedy Citizenship Award (2012)
- NBA Community Assist Award (2012)

## Filmografia
Gasol vanta anche alcune apparizioni nel mondo dello spettacolo: tra queste apparì in Numb3rs e CSI: Miami.
- Numb3rs - serie TV, episodio 5x18 (2009)[180]
- CSI: Miami - serie TV, episodio 8x08 (2010);[181]
- Modern Family - serie TV, episodio 1x24 (2010)[182]
- Eva Luna - serie TV, episodio 1x04 (2011);[183]
- Hazte extranjero - cortometraggio (2013)[184]

## Onorificenze

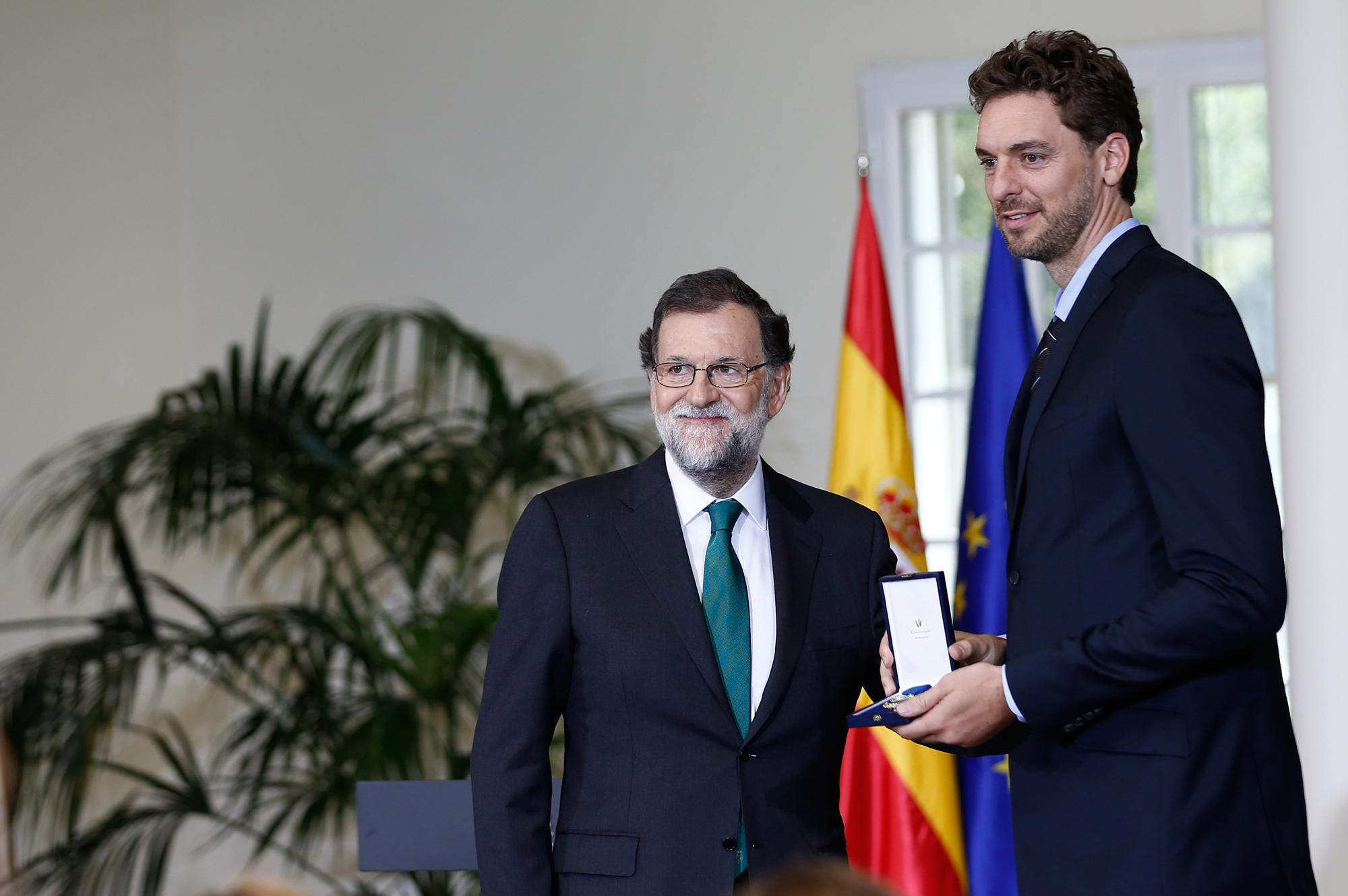
Gasol mentre riceve la Medaglia al merito al lavoro nel 2017

Premio Rey Felipe come migliore sportivo spagnolo dell'anno
— 2001

## Opere
- Pau Gasol, Bajo el Aro: Aprender del éxito y del fracaso, Conecta, 2018, ISBN 978-84-16883-35-6.

## Videografia
- Alessandro Mamoli, The History of the FIBA Basketball World Cup, Sky Sport, 2019.